# Кираса

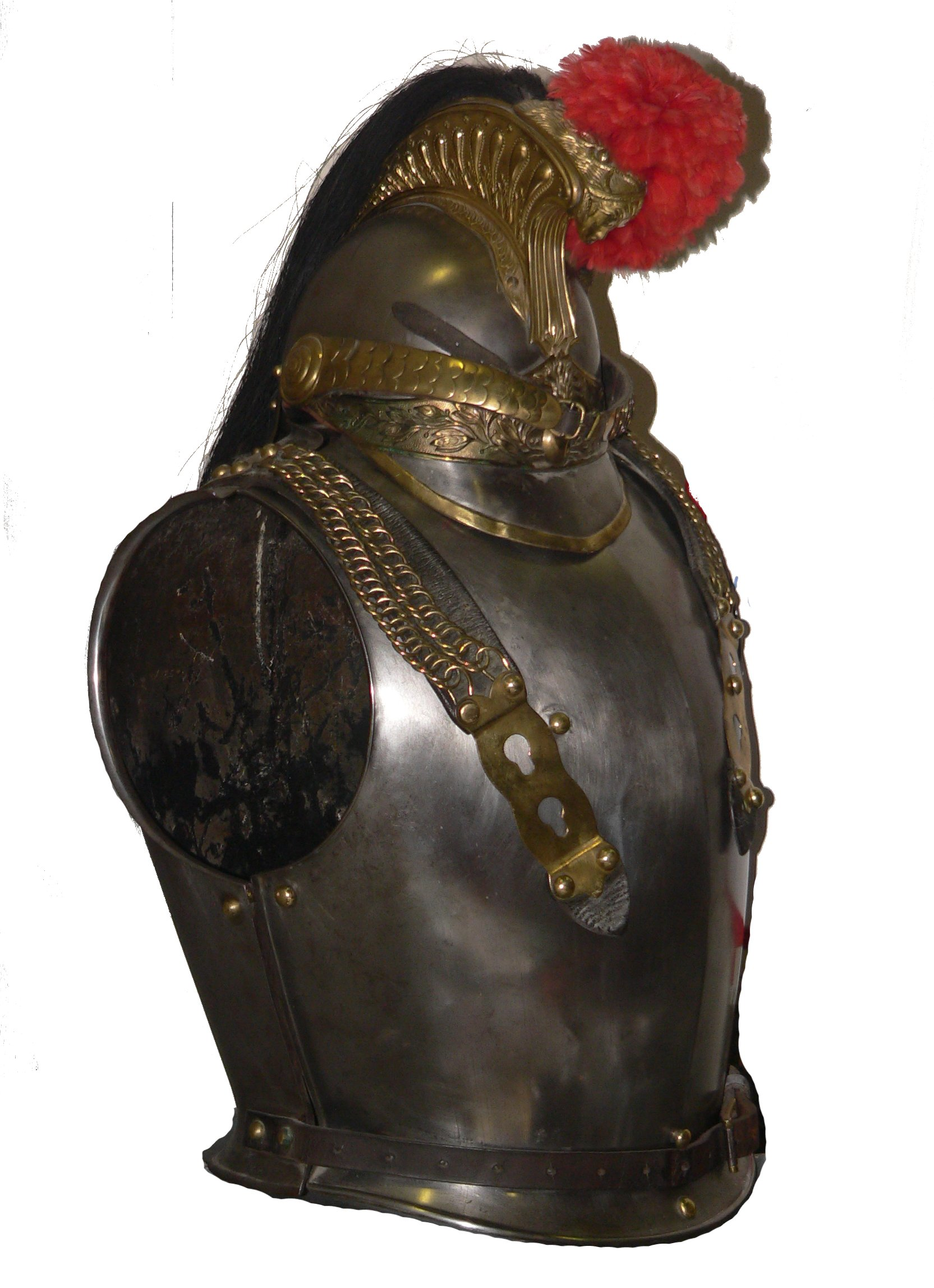
Французская кираса 1854 года

Кира́са (Kürass, фр. cuirasse — латы и лат. Cerasus — вишня) — общее название элементов исторического нательного защитного снаряжения, состоящего из грудной и спинной пластин (иногда — только из грудной), изогнутых в соответствии с анатомической формой груди и спины человека. 
В других источниках указано — Кира́с (м.) кира́са (ж. фрнц.) латы; грудные латы, из двух половинок: нагрудника и тыльника, то же, что латы или броня, защищает грудь и спину, или одну грудь. В древности кираса могла изготовляться из войлока и покрываться прочной кожей или медными листами; несколько позже появилась цельнометаллическая железная кираса, затем ей на смену пришла стальная. Кираса могла выступать как в роли самостоятельного доспеха, так и в виде одной из составных частей доспешного комплекса.
Само слово происходит от фр. cuirasse, первоначально означавшего кожаный нагрудник, и в свою очередь производного от фр. cuir bouilli, то есть вываренная кожа.
Современный бронежилет по сути гомологичен классической кирасе, но его так практически никогда не называют, резервируя этот термин исключительно для защитного снаряжения доиндустриальной эпохи; правда, слово «кираса» или схожие названия могут использоваться в качестве брендового названия современных средств индивидуальной защиты — так, существуют российская модель бронежилета «Кираса» и американский комплекс СИЗ CIRAS — Combat Integrated Releasable Armor System.

## Древний мир
Уже микенская Греция знала достаточно совершенный доспех в виде длинной, почти до колен, сегментированной пластинчатой кирасы из бронзы, дополненной шлемом, поножами и наплечниками, вероятно и наручами, и, таким образом, закрывающий практически всё тело воина. Наиболее вероятно, что подобные доспехи предназначались для боя на колесницах, поскольку, ввиду своей конструкции, для пешего боя такая кираса была бы попросту неудобна, но при этом обеспечивала бы отличную защиту сравнительно малоподвижному колесничному бойцу.
В период архаической и классической Греции происходит упрощение и облегчение защитного снаряжения при одновременном росте его уровня исполнения. Боевые колесницы исчезают, и на первый план выходит тяжёлая пехота, вооружённая длинными пиками. Основным защитным снаряжением гоплитов (тяжеловооружённая древнегреческая пехота) был большой щит, доспех же прикрывал лишь туловище и выступающие из-за щита части тела — голову и ноги ниже колен.
Корпусным доспехом гоплита служил торакс — бронзовая кираса. Самый ранний его вариант за характерную форму получил среди современных историков вооружения название колоколовидного панциря, также для него были типичны широкие отбортовки вдоль нижнего края и выреза для шеи, служившие в качестве усилителей и, по-видимому, дополнительной защиты от скользящих ударов. Характерный для древнегреческих доспехов вообще рельеф рёбер жёсткости, повторяющий узор мускулов торса, на таких кирасах лишь слегка намечен и имеет весьма стилизованный характер. К V веку до н. э. — времени Греко-персидских войн — такая форма панциря уже становится архаичной, хотя и продолжает использоваться в ряде более консервативных полисов вроде Спарты. Наиболее современным же доспехом V—IV веков до н. э. был гелоторакс — анатомическая кираса с глубоким рельефом, гораздо реалистичнее воспроизводящая форму мускулистого тела, что, помимо эстетических соображений, сказывалось и на защитных свойствах, так как рельеф играет роль рёбер жёсткости, аналогично гофрированию и рифлению, встречающимся в готических доспехах второй половины XV века. Вместо характерной для архаического доспеха образованной отбортовкой «юбки» на уровне пояса, кираса этого периода начинает прикрывать и низ живота до паха, а то и ниже.
Торакс дополнялся практически полностью закрывающим лицо шлемом и поножами. Бёдра имели лишь символическую защиту в виде свободно свисающих кожаных полос — птеруг или птериг, так же, как и плечи — греки классической эпохи практически не употребляли рубящего оружия, для защиты от которого могли бы понадобиться развитые наплечники. Появившиеся позднее, уже ближе к эллинистической эпохе, кавалерийские кирасы были длиной до бёдер, и книзу сильно расширялись, чтобы всадник сохранял необходимую для боя верхом подвижность. Изделие сложной формы, например, шлем, проще было отлить, чем выковать. Бронзовые доспехи, в том числе цельнолитые кирасы, вплоть до начала нашей эры употреблялись в Риме, шлемы же в Европе делали из бронзы и в XIX веке.
Недостатком бронзы была, однако, её дороговизна. Необходимая для изготовления бронзы медь встречается несравненно реже железа, а олово было остродефицитным материалом ещё в глубокой древности. Из-за этого, а также из стремления обеспечить большую мобильность пехоты, уже с VI века до н. э. получает распространение линоторакс — льняной панцирь — имеющая, судя по всему, египетское происхождение полужёсткая кираса из множества слоёв проклеенного и, вероятно, простёганного льна общей толщиной до 1 см, напоминающая отчасти современный бронежилет. В отличие от металлических доспехов, линотораксы, судя по всему бывшие в своё время наиболее массовым защитным снаряжением греческих и эллинистических армий, отсутствуют в археологической летописи, поэтому об их конструкции можно судить лишь по изображениям и описаниям. Общепризнанной реконструкции не существует.
Широкое распространение линотораксов ставит под сомнение известное место из диалогов Платона, в котором собеседники высмеивают боевые защитные свойства льняного доспеха и хвалят бронзу. Зато хорошо подтверждают иконографические источники.
В эпоху Пелопонесской войны и прочих междоусобных конфликтов между отдельными полисами гоплиты, в особенности — наёмные, порой могли вообще не иметь корпусного доспеха, сражаясь в одном хитоне-эксомиде, что объясняется скорее экономическими, чем военно-тактическими причинами. Отсюда же — и замена металлического шлема на войлочную шапку-пилос.
Ближе к эллинистическому периоду, по мере развития металлургии, отмечаются и попытки изготовления железных кирас, но они были доступны лишь высшей аристократии; например, такая кираса найдена в гробнице македонского царя Филлипа (или Филиппа II, или Филиппа III Арридея — то есть, соответственно, отца или сводного брата Александра Великого). Железные кирасы не имели ещё устоявшейся конструкции, и могли как повторять по форме «мускульные» бронзовые, так и имитировать линоторакс (как в случае с упомянутой выше кирасой из царской могилы).
Римские воины республиканского периода имели похожее на эллинистическое, но облегченное, по греческим меркам, защитное снаряжение. Туловище обычно прикрывала пектораль — сравнительно небольшая бронзовая пластина круглой, прямоугольной или фигурной формы, крепящаяся на портупейных ремнях (по сути аналог зерцала в его самой ранней форме), дополненная набранным из металлических пластин боевым поясом и открытым шлемом. Тораксы греческого образца (Лорика мускулата) имели лишь немногие воины.
Впоследствии, однако, римский комплекс защитного снаряжения стал достаточно интенсивно развиваться, пока, наконец, на рубеже нашей эры уровень производства в римском мире достиг такого уровня, что стало возможно массовое производство железных пластинчатых панцирей. Верхом достижений античных доспешников стала lorica segmentata (условное, не аутентичное римское, название, введённое в XVI веке) — знаменитый доспех римского легионера. Это был достаточно лёгкий, но прочный, сложный по конструкции, но вполне технологичный доспех, состоящий из сравнительно крупных горизонтальных пластин, соединённых друг с другом ремнями, заклёпками и застёжками. Сегментированная кираса дополнялась наплечниками и птеругами, а также шлемом с плюмажем. В таком виде римский пехотный доспех просуществовал до III века н. э., когда, судя по всему, массовое производство пластинчатой брони оказалось уже невозможным ввиду упадка ремесла. Любопытно, что «лорика сегментата» не была только лишь доспехом легионеров, — судя по археологическим находкам, в своё время она изготавливалась в массовых количествах и широко использовалась по всей Империи частными лицами. Характерные для её конструкции развитые наплечники говорят о том, что к тому времени римлянам приходилось нередко сталкиваться в бою с противниками, вооружёнными рубящим оружием вроде длинных мечей или боевых топоров, что вполне может быть сказано, например, о галлах и других кельтах, в том числе с вооружённой мечами кавалерией.
Наряду с «сегментатой», были в ходу и доспехи не на основе кирасы — кольчатые (lorica hamata), видимо, кельтского происхождения, и чешуйчатые (lorica squamata), позаимствованные на Востоке у парфян. Как и в случае с lorica segmentata, приведённые названия не являются аутентичными римскими и были введены не ранее эпохи Ренессанса. Даже в период, когда пластинчатые доспехи выпускались в достаточных количествах, эти виды защитного снаряжения оставались на вооружении вспомогательных частей (ауксилариев), а также некоторых провинциальных легионов в Азии и Африке.
Следует иметь в виду, что часто демонстрируемая в «исторических» фильмах кожаная кираса, как из мягкой, так и из многослойной вываренной кожи, судя по всему не имеет ничего общего с историческим доспехом периода античности. Иногда в таком качестве ошибочно демонстрируется кожаная туника с птеригами (subarmalis, thoracomachus), которая на самом деле в эллинистическом доспехе (в отличие от средневекового гамбезона) не играла самостоятельной защитной роли, а лишь надевалась под кирасу в качестве поддоспешника (причём её существование не имеет строгих археологических доказательств и признаётся не всеми специалистами по античному доспеху — иногда считается, что птериги были пришиты к обычной, матерчатой тунике).

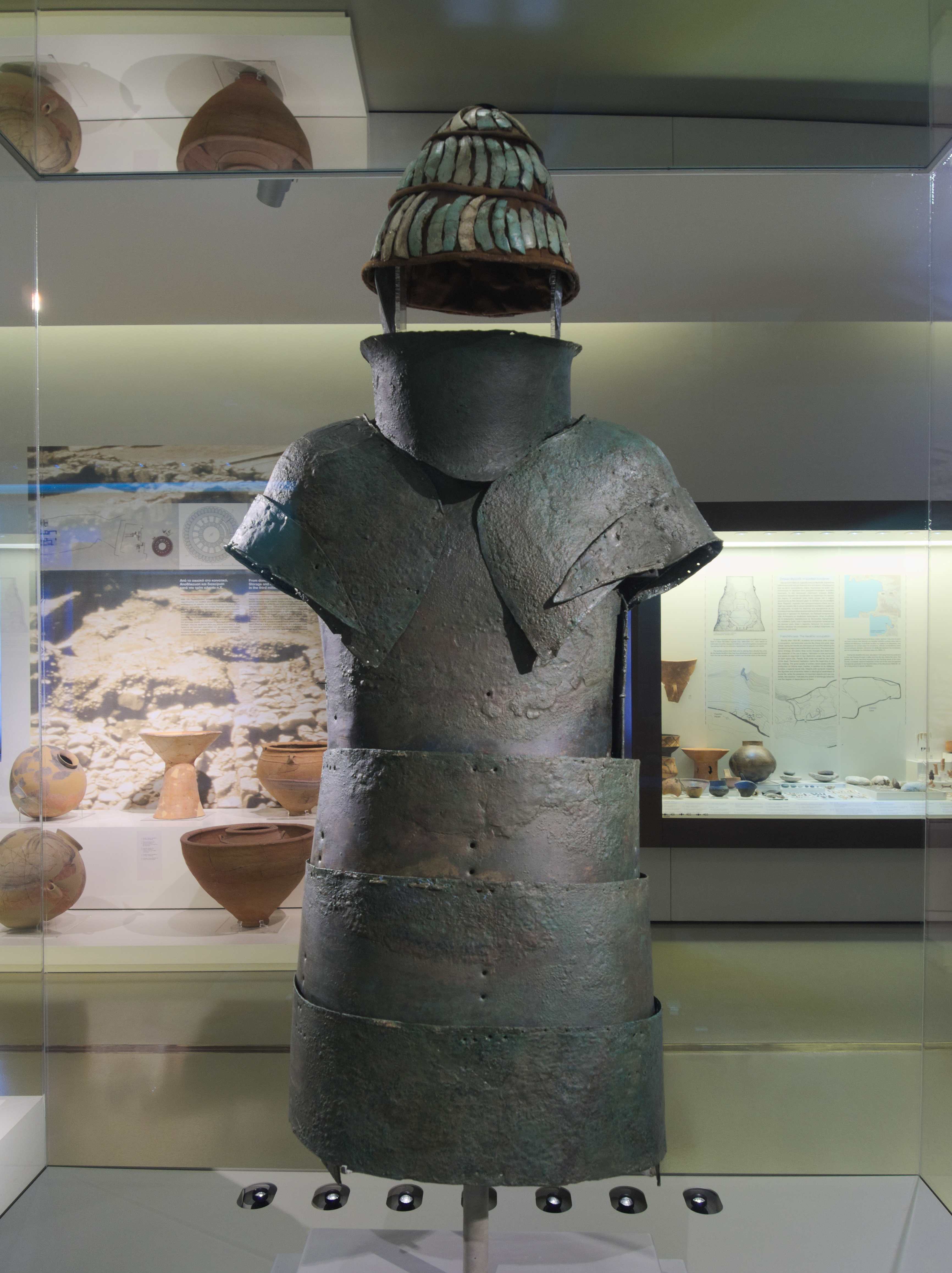
Микенская бронзовая кираса, т. н. «доспех из Дендры». XV век до н. э.
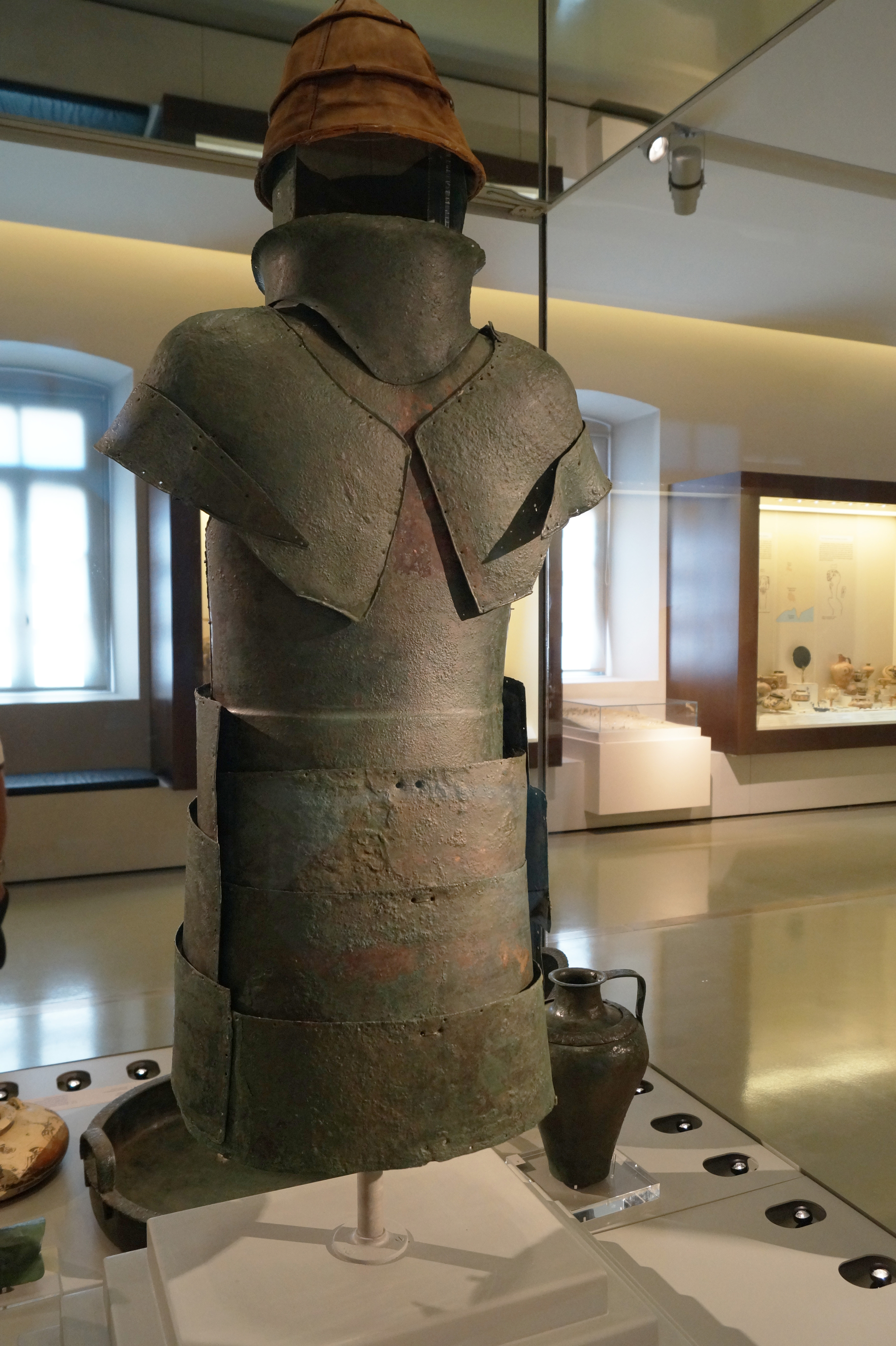
Доспех из Дендры, вид сзади
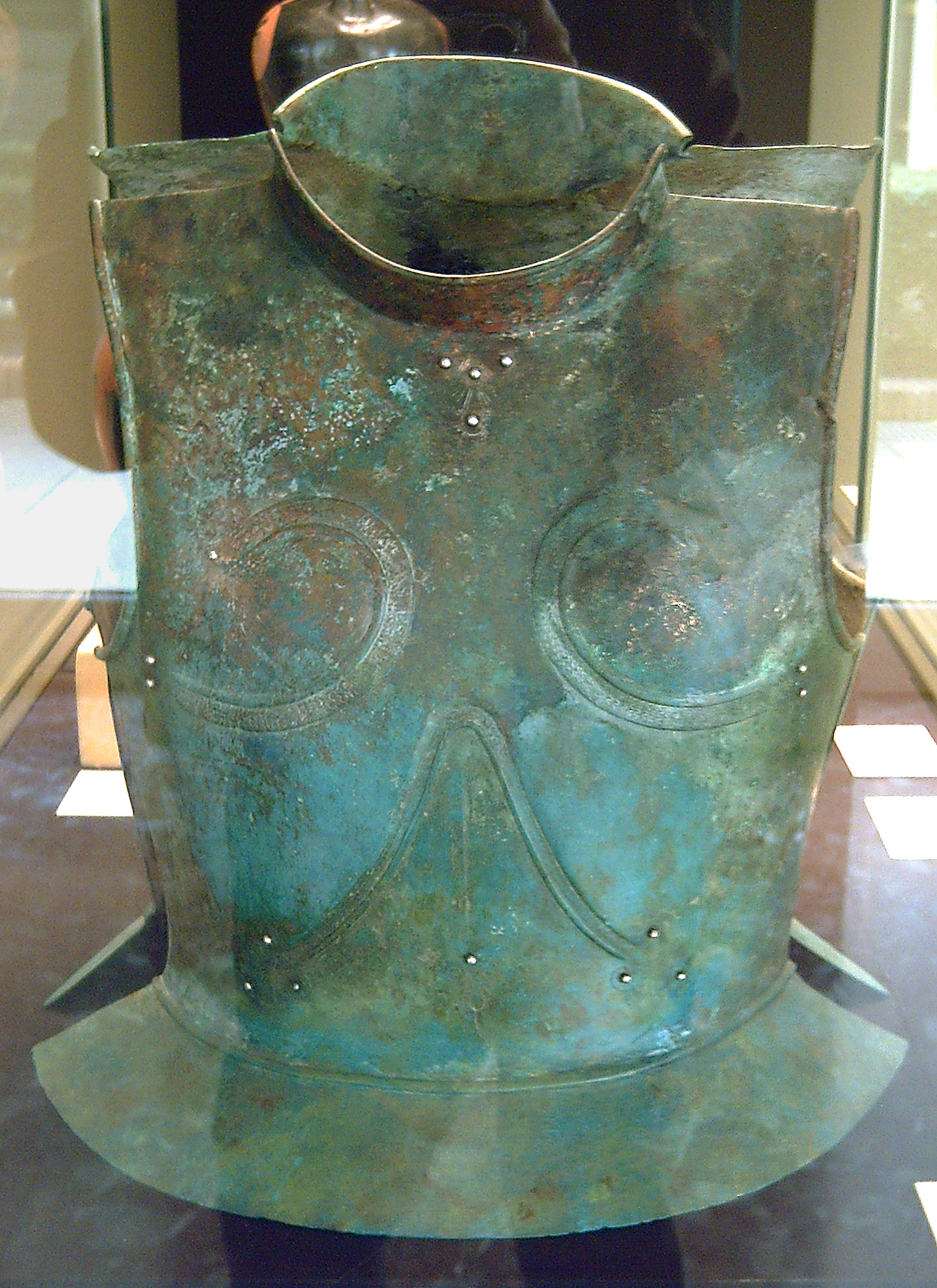
«Колоколовидная» бронзовая кираса периода архаики. 620—580 г. г. до н. э.
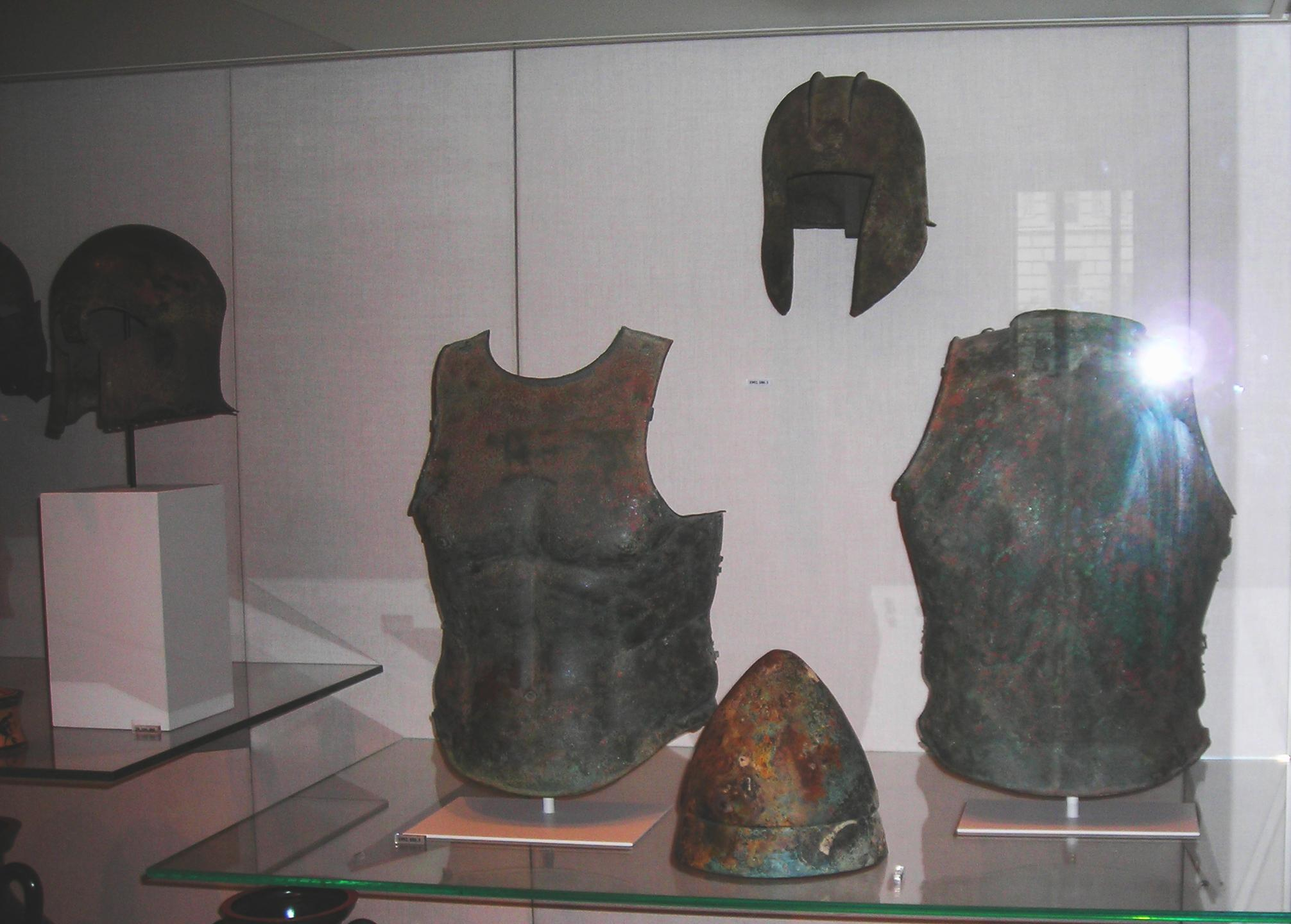
Древнегреческий бронзовый панцирь (кираса) и различные шлемы
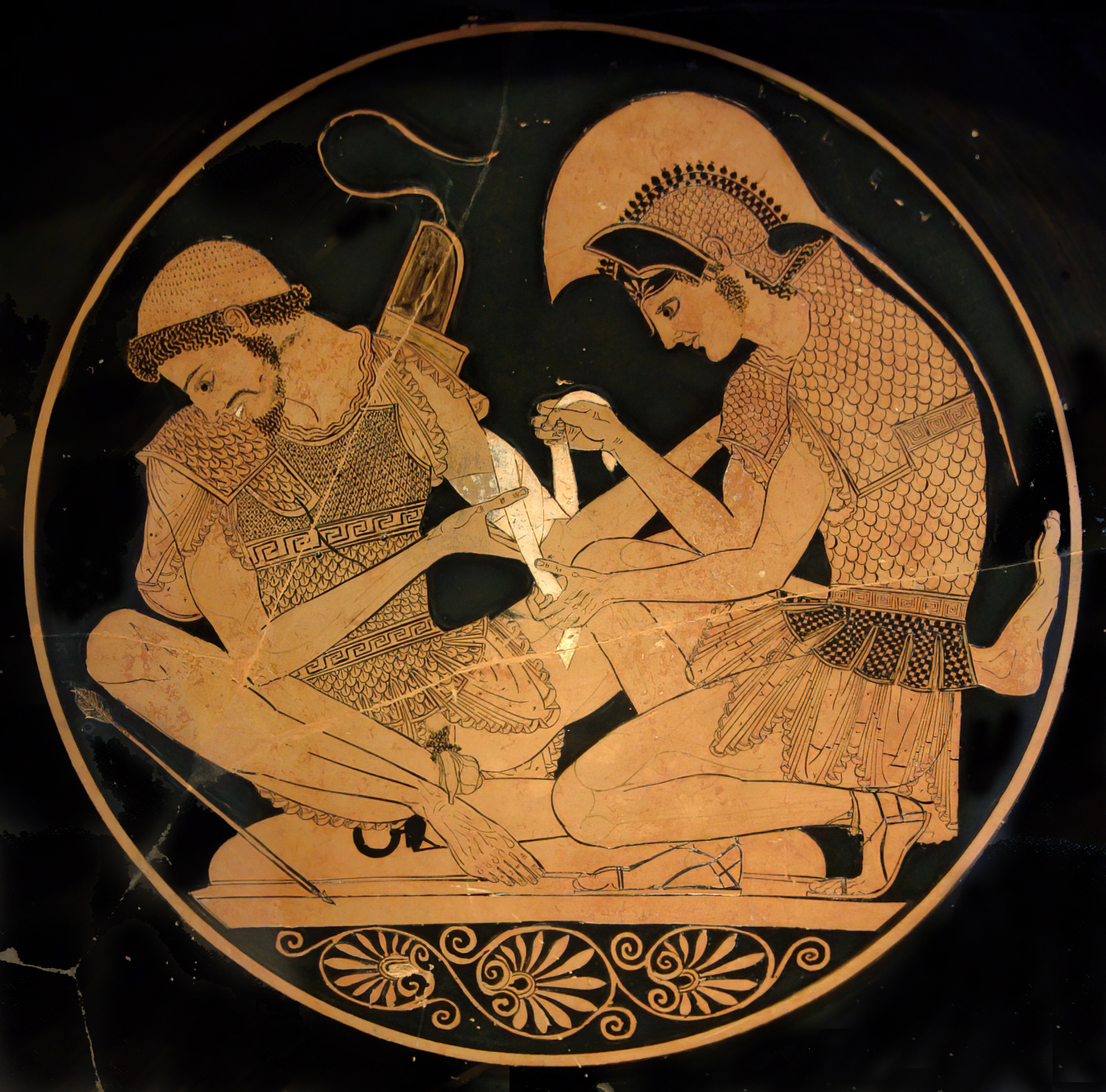
Греческие воины в линотораксах. Хотя сцена и изображает Ахилла и Патрокла, то есть, воинов Микенских времён, их броня соответствует периоду классической античной Греции
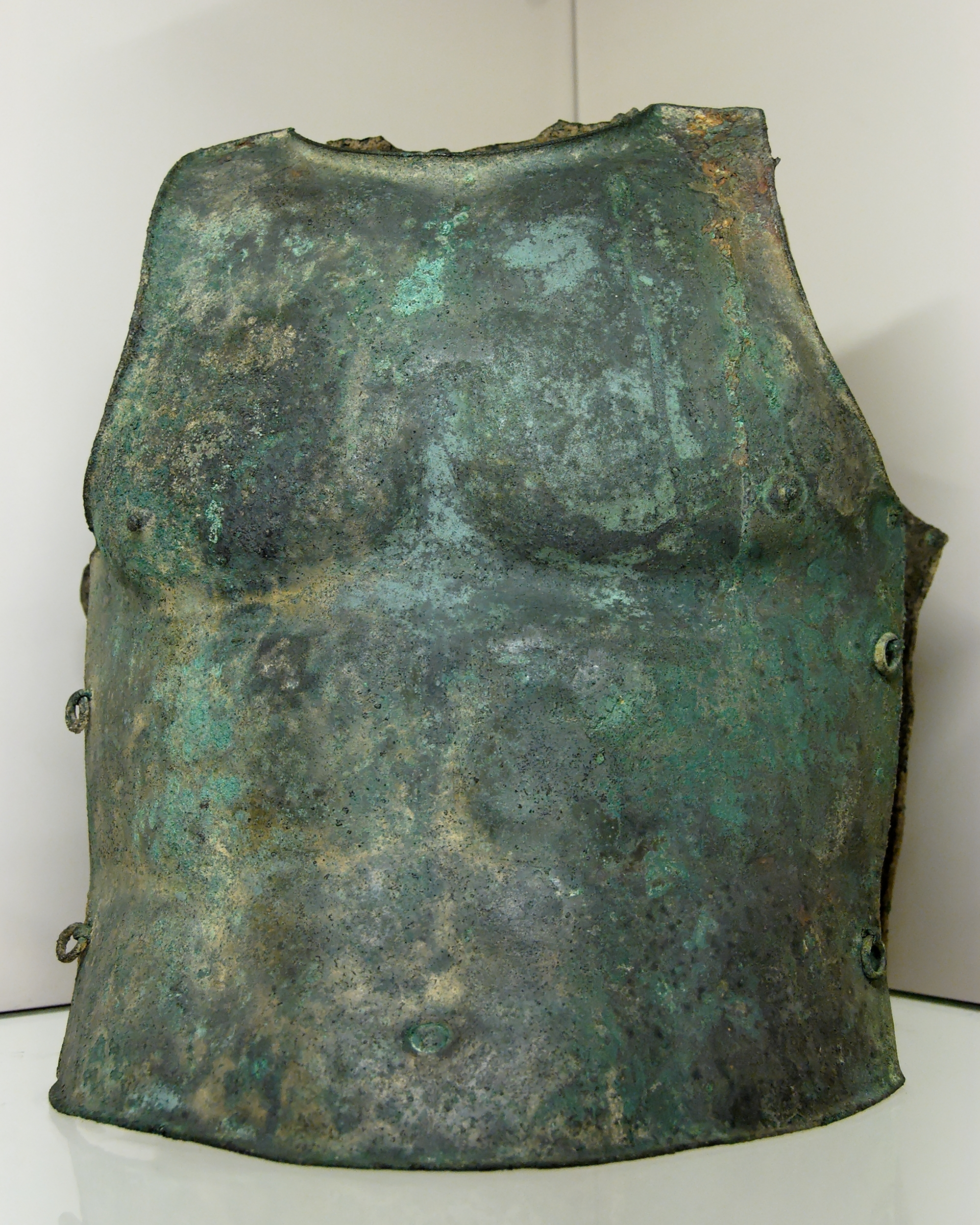
Анатомическая бронзовая кираса из южной Италии, 300—350 г. г. до н. э.
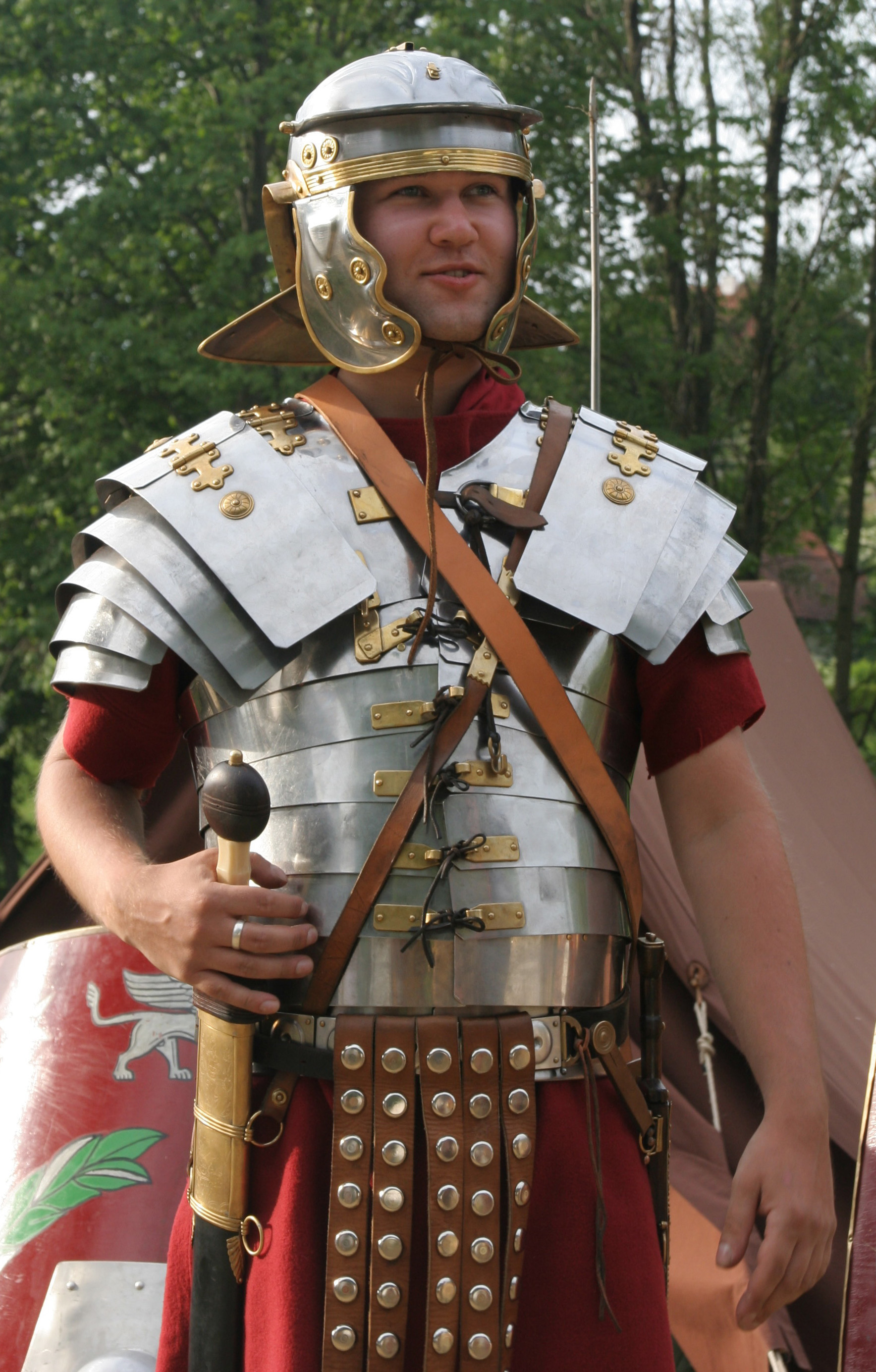
Исторический реконструктор, изображающий римского легионера, в реплике «лорики сегментаты»
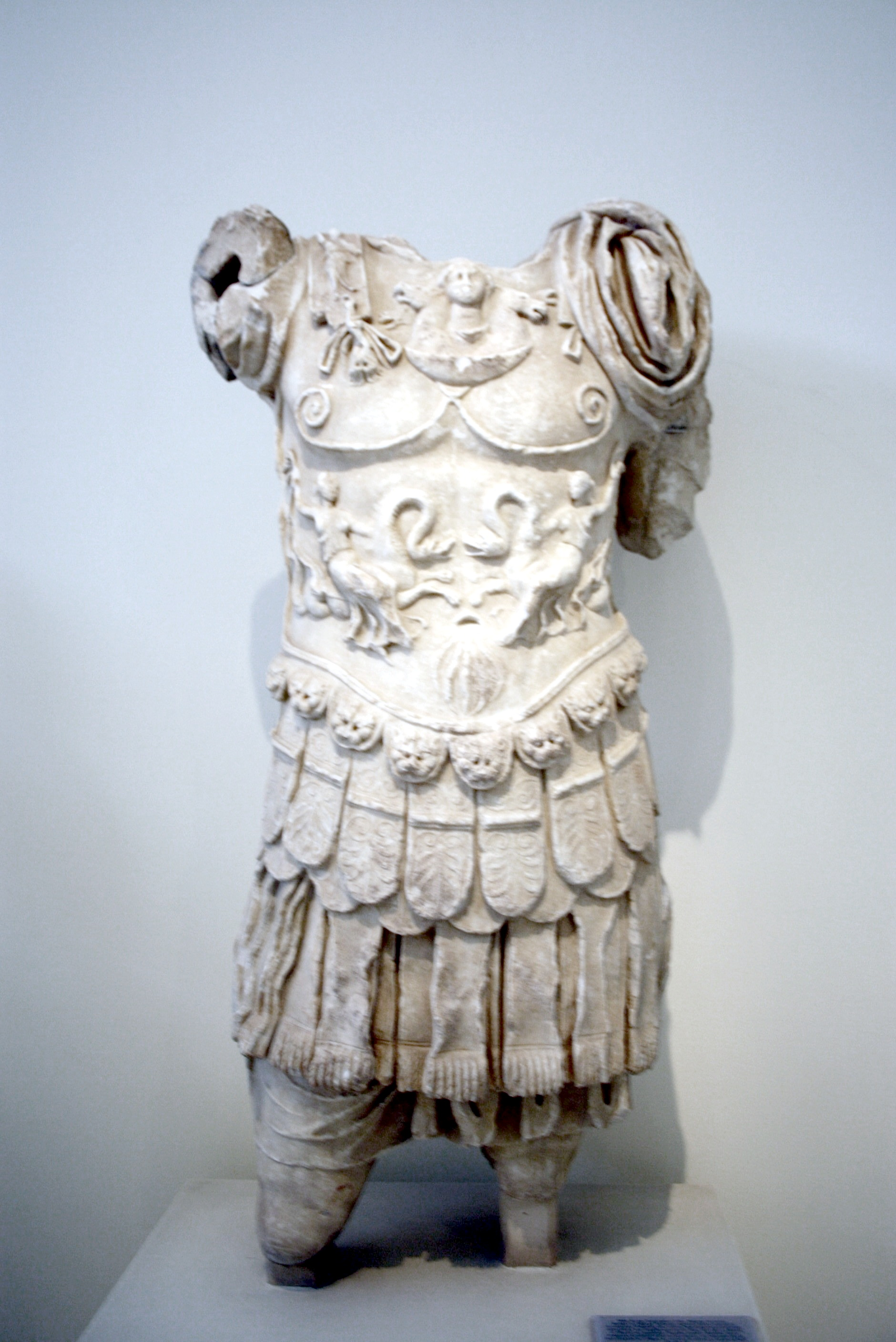
Скульптурное изображение античной бронзовой кирасы с торчащими из-под неё птеригами, иногда неверно интерпретируемое как пресловутая «кожаная кираса»
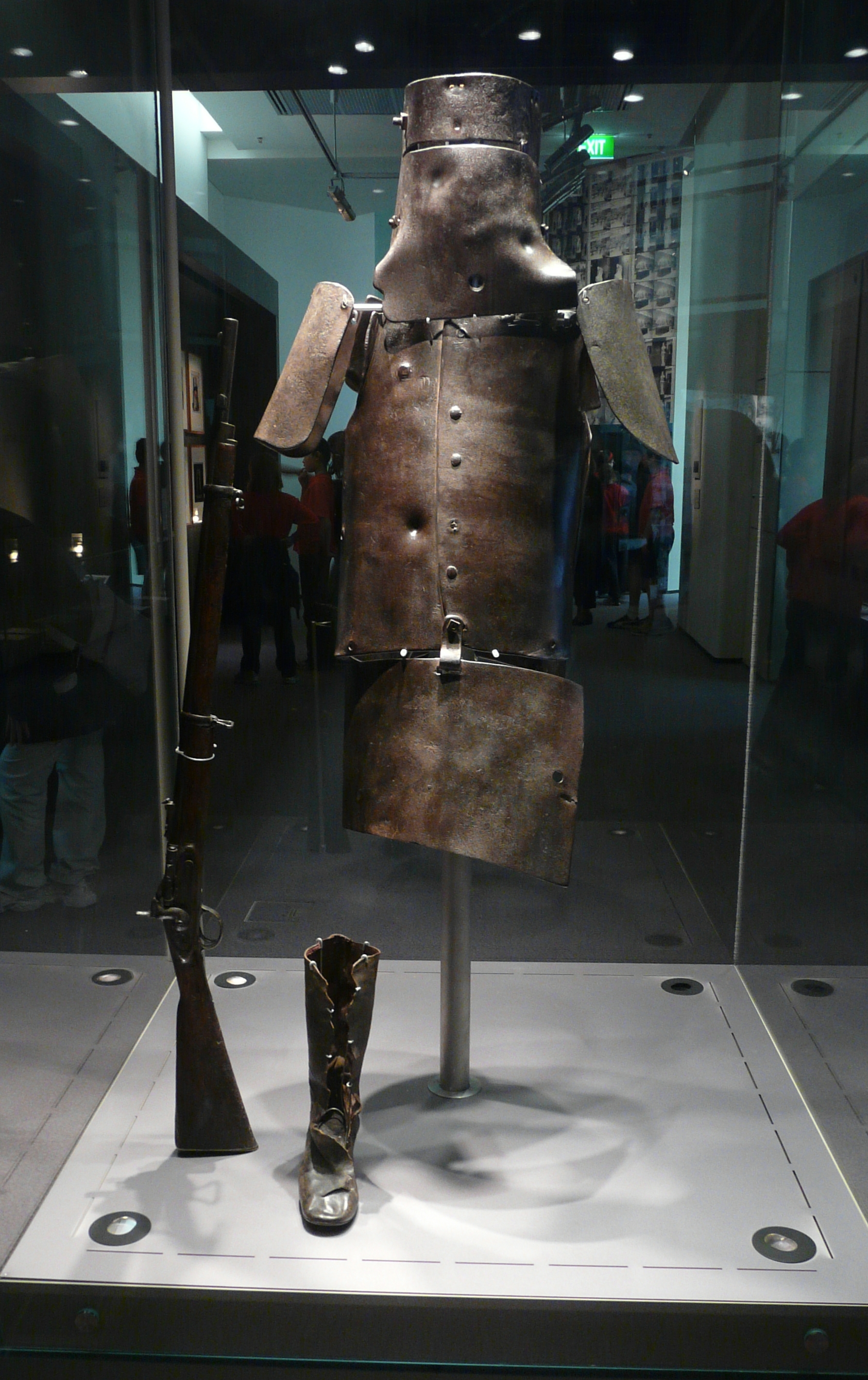
Доспех Неда Келли, 1870-1880 г. г.

## Средневековье
Падение Рима привело к такому упадку кузнечного ремесла, что в Тёмные века жёсткая защита корпуса воина оказалась забыта; основным и практически единственным доспехом рыцарей была кольчуга, реже — чешуя или ламелляр.
Лишь к XIII веку, вероятно — не без влияния со стороны увиденного европейцами в ходе Крестовых походов и войн с монголами восточно-азиатского комплекса защитного вооружения, в Европе стал складываться новый тип доспеха, так называемый «переходный» (от кольчуги к латам). Эволюция его шла параллельно по двум направлениям, причём оба в своём изначальном виде представляли собой различные типы пластинчатого усиления кольчуги. В первом случае использовалась так называемая «бригантина» — надетая поверх кольчуги жилетка с наклёпанными под сукно или кожу металлическими пластинами, по одной из версий происходящая от усиленного металлическими пластинами нарамника-сюрко, а по другой — от аналогичных по конструкции монгольских панцирей хатангу дегель. Со временем размер пластин бригантины увеличивался, пока она не превратилась, по сути, в обтянутую тканью кирасу из нескольких составных частей. Второе направление эволюции доспеха пошло, судя по всему, от металлических дисков или пластин, которые рыцари носили под кольчугой или поверх неё для повышения защитных свойств (аналогично римским фалерам и азиатскому зерцалу) — к XIV веку из них развился сначала набрюшник (пластрон, плакарт), прикрывающий живот воина, а затем и настоящая латная кираса, первоначально ещё с нагрудником, составленным из двух частей. Разумеется, оба направления не существовали изолированно, а развивались в связке. Известны (и, видимо, даже были достаточно широко распространены) и комбинации бригантной основы корпусного доспеха с латными набрюшником и наспинником.

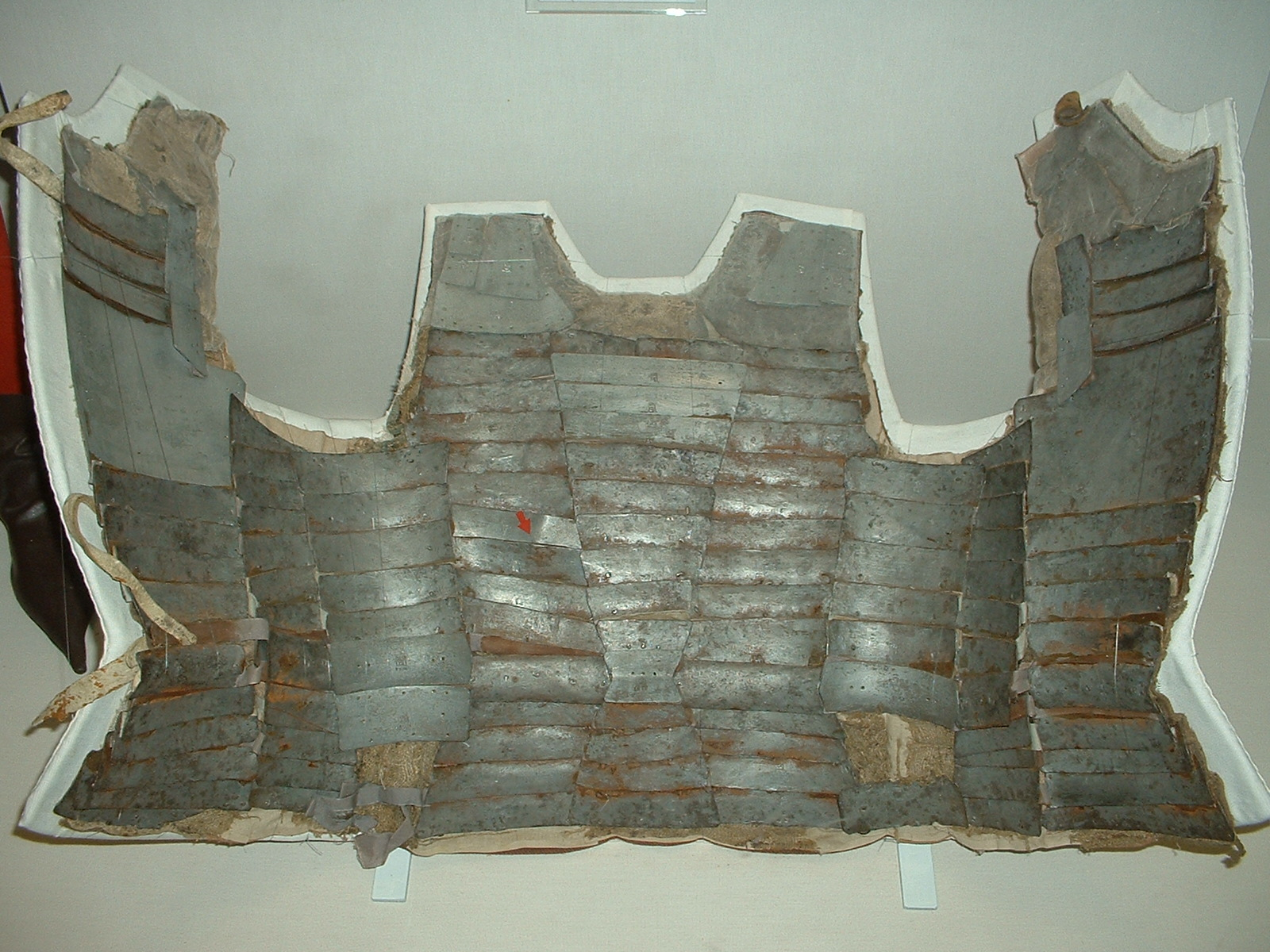
Бригантина конца XV века
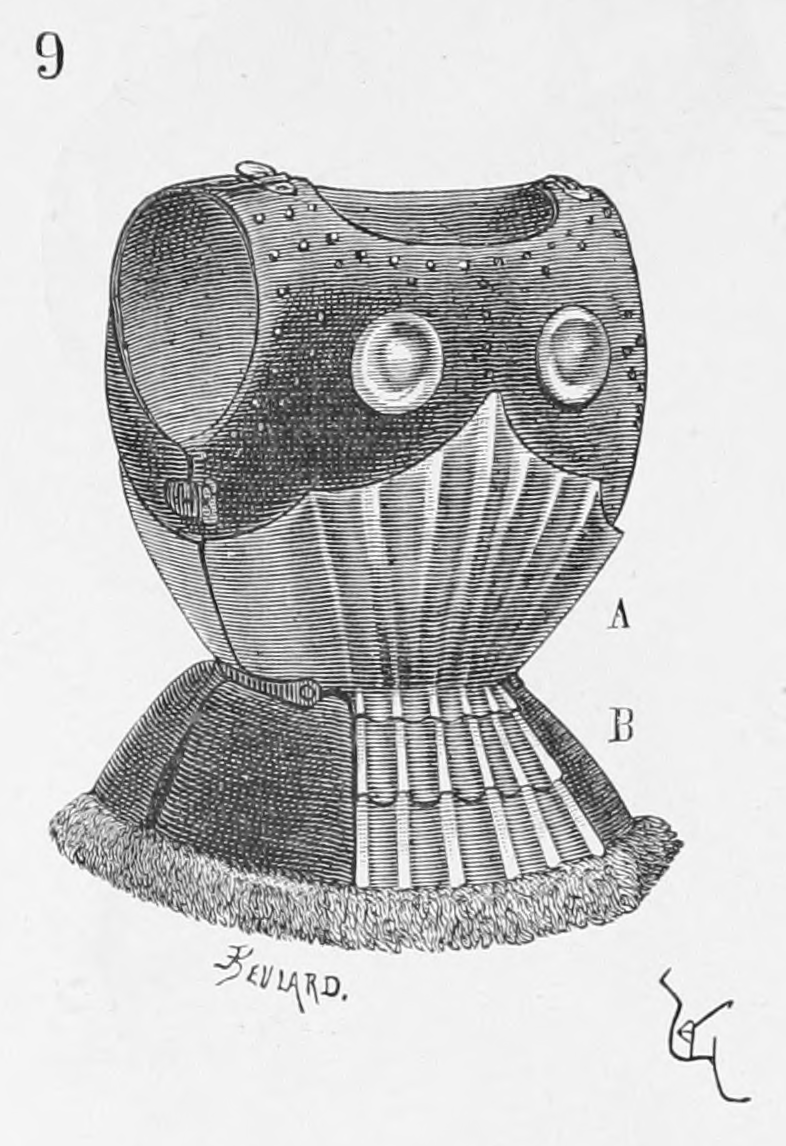
Комбинация бригантины и латного набрюшника
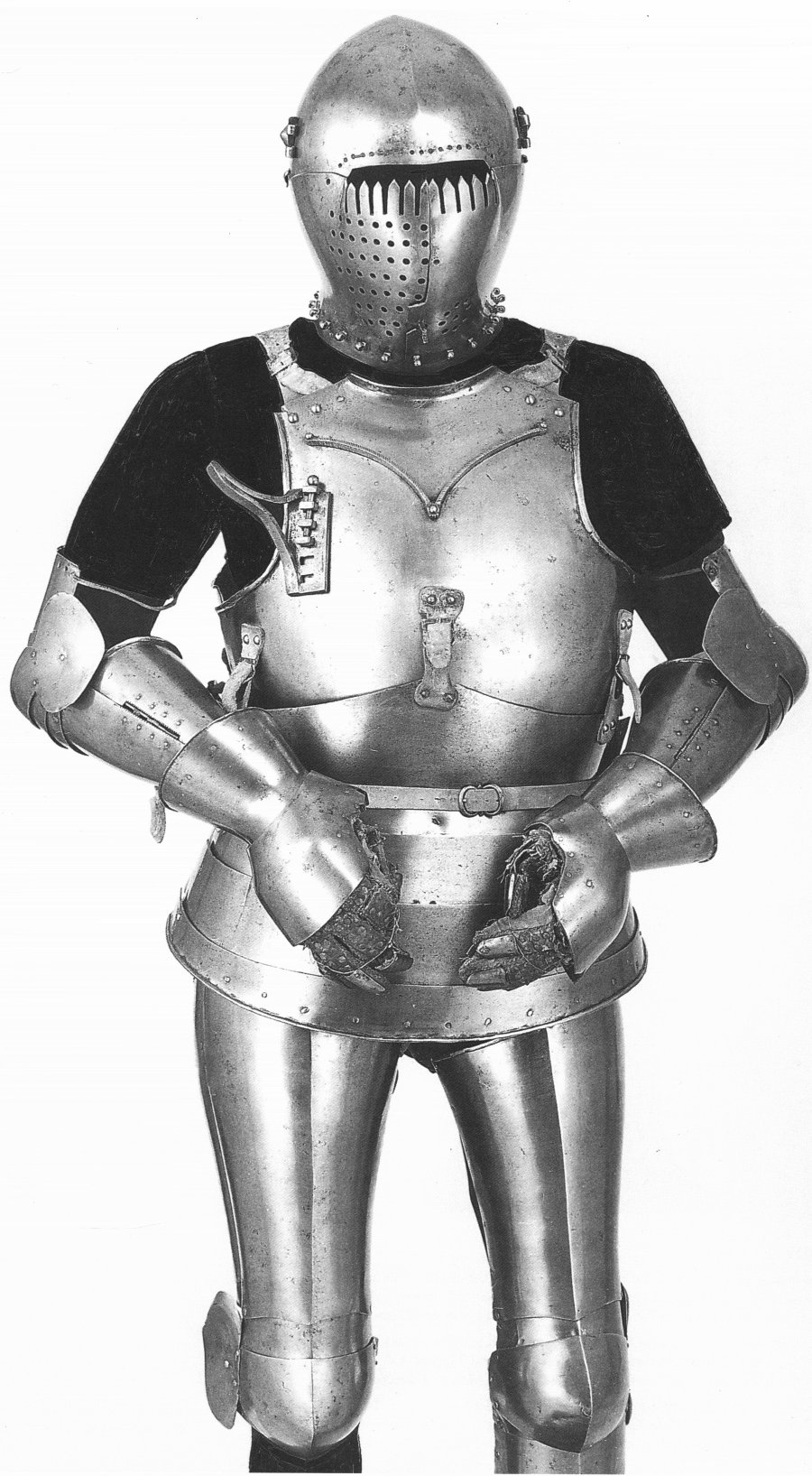
Ранний миланский доспех. Около 1410 года

К концу XIV — началу XV века в Европе кольчуга уже заменялась латами («белый доспех» — в противоположность обтянутой цветной тканью бригантине), а бригантина постепенно стала носиться или небогатыми воинами, или же аристократами, но не во время боевых действий, а в качестве полудоспеха-полуодежды. Причём в Италии и Германии латы быстро завоевали популярность, и уже к начале XV века практически вытеснили бригантины в качестве рыцарского доспеха, в то время, как например во Франции, судя по изобразительным источникам, и в конце того же века ещё использовались «переходные» комбинации бригантины и латного набрюшника. В результате именно Италия и Германия на весь XV век стали «законодателями мод» в доспешном деле Европы.
Первым полным латным доспехом был получивший распространение ещё в конце XIV века так называемый миланский. Миланская кираса традиционно имела выпуклую, бочкообразную форму. Её грудной щиток ещё состоял из отдельных нагрудника и частично перекрывающего его нижний край набрюшника-плакарта. Спину прикрывал наспинник, также нередко составленный из нескольких сегментов для повышения подвижности.
Несколько позднее в Германии появился готический доспех, характерной чертой которого была составная кираса с вертикальным ребром жёсткости посередине, часто в сочетании с дополнительными рёбрами жёсткости, которые образовывали рифлёную поверхность, что не только делало доспех прочнее, но и придавало ему специфический привлекательный внешний вид. Некоторые готические доспехи первой половины XV века имели характерную угловатую форму нагрудника с горизонтальным, а не вертикальным, ребром жёсткости, известную как кастенбруст.

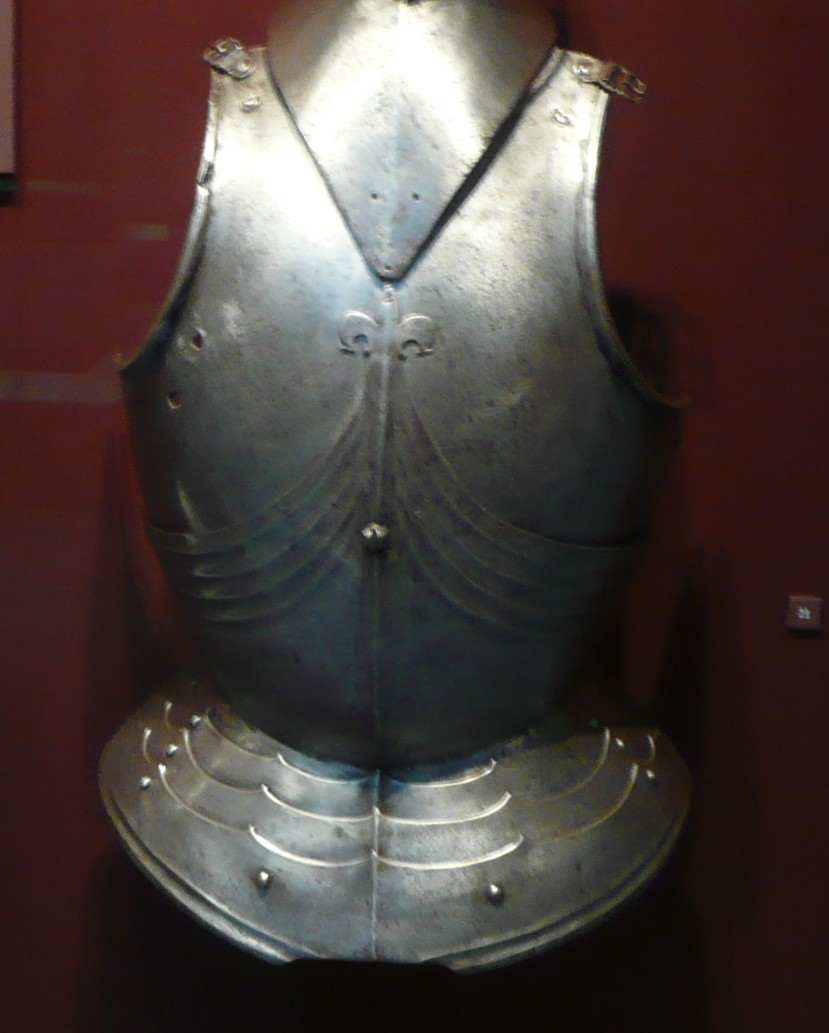
Готическая кираса конца XV века
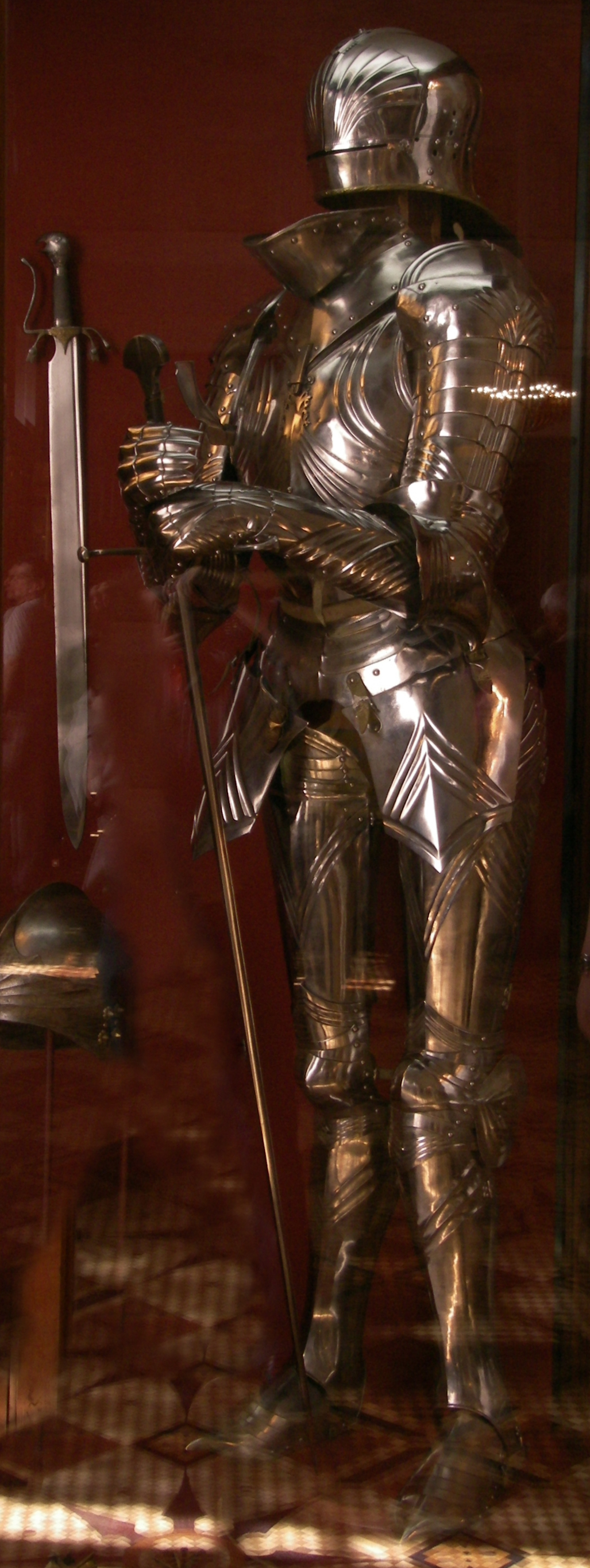
Готический доспех с рифлением мастера Лоренца Хелмшмида. Германия, Аугсбург, конец XV века
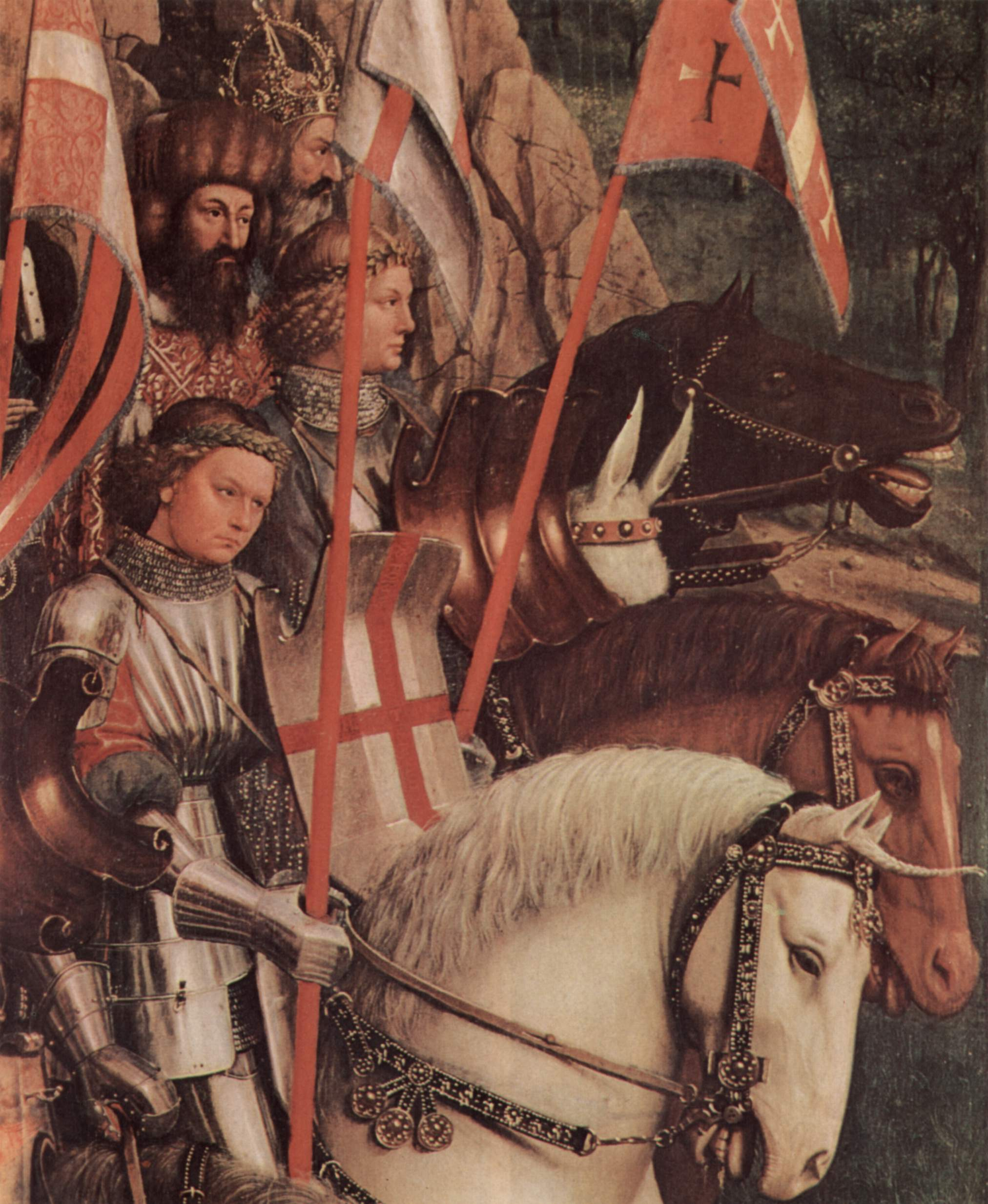
Кираса-«кастенбруст»

Изредка нагрудник кирасы мог выполняться наборным из отдельных горизонтальных пластин, соединённых подвижными заклёпками, что отчасти напоминает ламинарный доспех. Такие кирасы назывались венгерским, по месту наибольшего распространения, или «полный рак» — нем. ganzer Krebs, они были слабее обычных, но более подвижны. Более прочным был переходный вариант, в котором верхняя часть нагрудника была цельной, а нижняя, защищающая живот — наборной. Этот тип в Германии называли «полурак» — нем. halber Krebs. Такие доспехи были востребованы главным образом в лёгкой кавалерии, к которой в то время относились, в том числе, польские «крылатые гусары».
В первой четверти XVI века черты миланских и готических лат были объединены в максимилиановском доспехе, созданном с учётом широкого распространения огнестрельного оружия. У него нагрудник и наспинник были уже цельными, причём своей общей формой максимилиановская кираса тяготела к итальянским образцам, но сочетала её с рифлением, характерным для поздней готики. Этот доспех был крепче прежних в ущерб подвижности. В Италии примерно в тот же период стали появляться многочисленные доспехи, стилизованные «под античность». У ландскнехтов, служивших в Италии, в первой половине XVI века имела распространение мода на ношение нагрудника с очень сильно выпяченным вперёд ребром жёсткости, иногда даже переходящим в остриё — тапуль (от итал. «бугор»). Рыцарские доспехи обычно тапуля не имели, ограничиваясь простым ребром жёсткости, которое, тем не менее, также становилось со временем всё более и более чётко очерченным. Некоторые кирасы середины XVI века, использовавшиеся лёгкой кавалерией, состояли из трёх частей, за счёт разделения нагрудника на две присоединённые по бокам к наспиннику шарнирами детали — они раскрывались спереди и застёгивались на груди крючками. Это было особенно удобно в жару, когда доспех приоткрывали для вентиляции, а при необходимости быстро застёгивали.

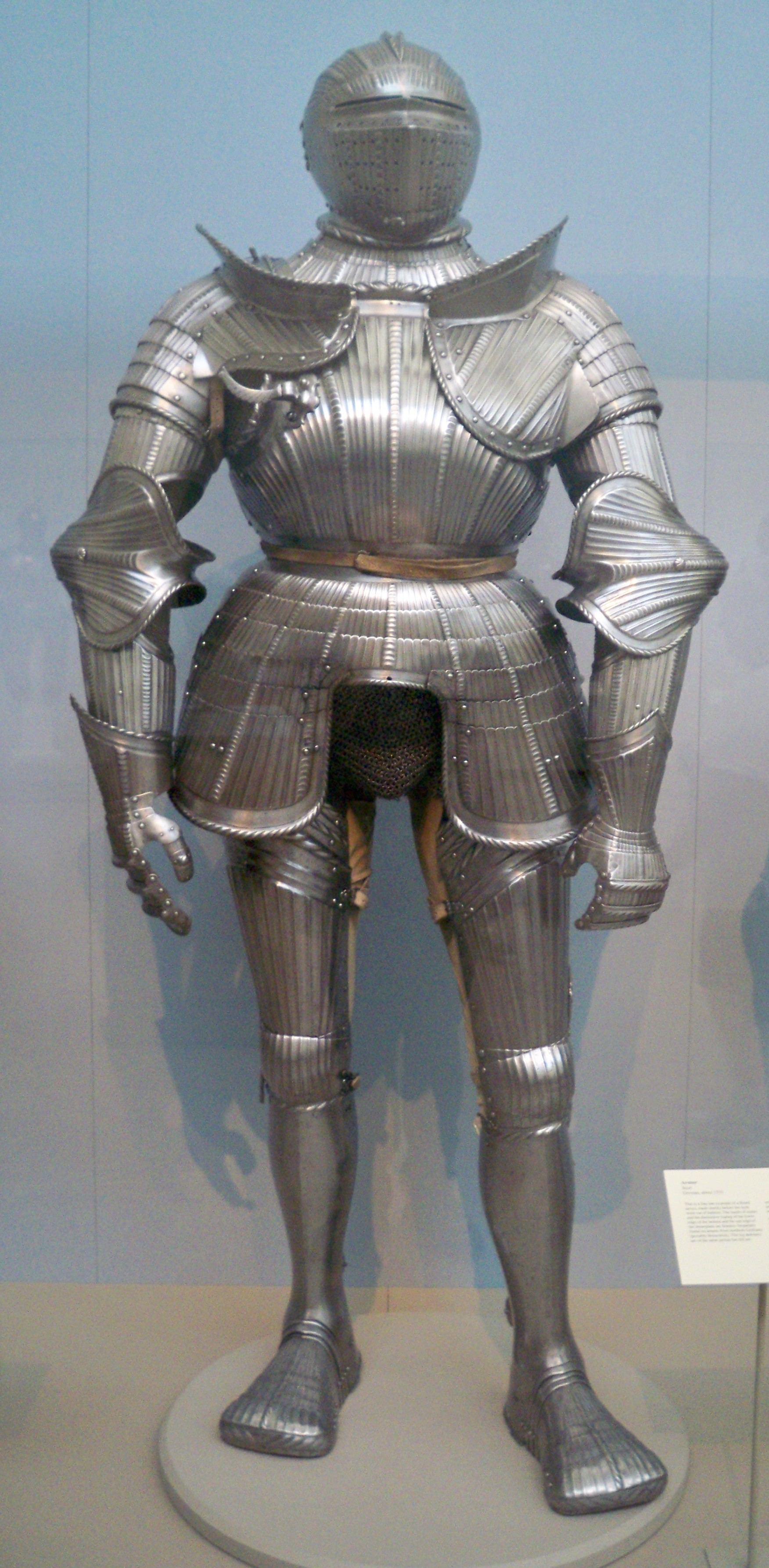
«Максимилиановские» латы. 1535 год
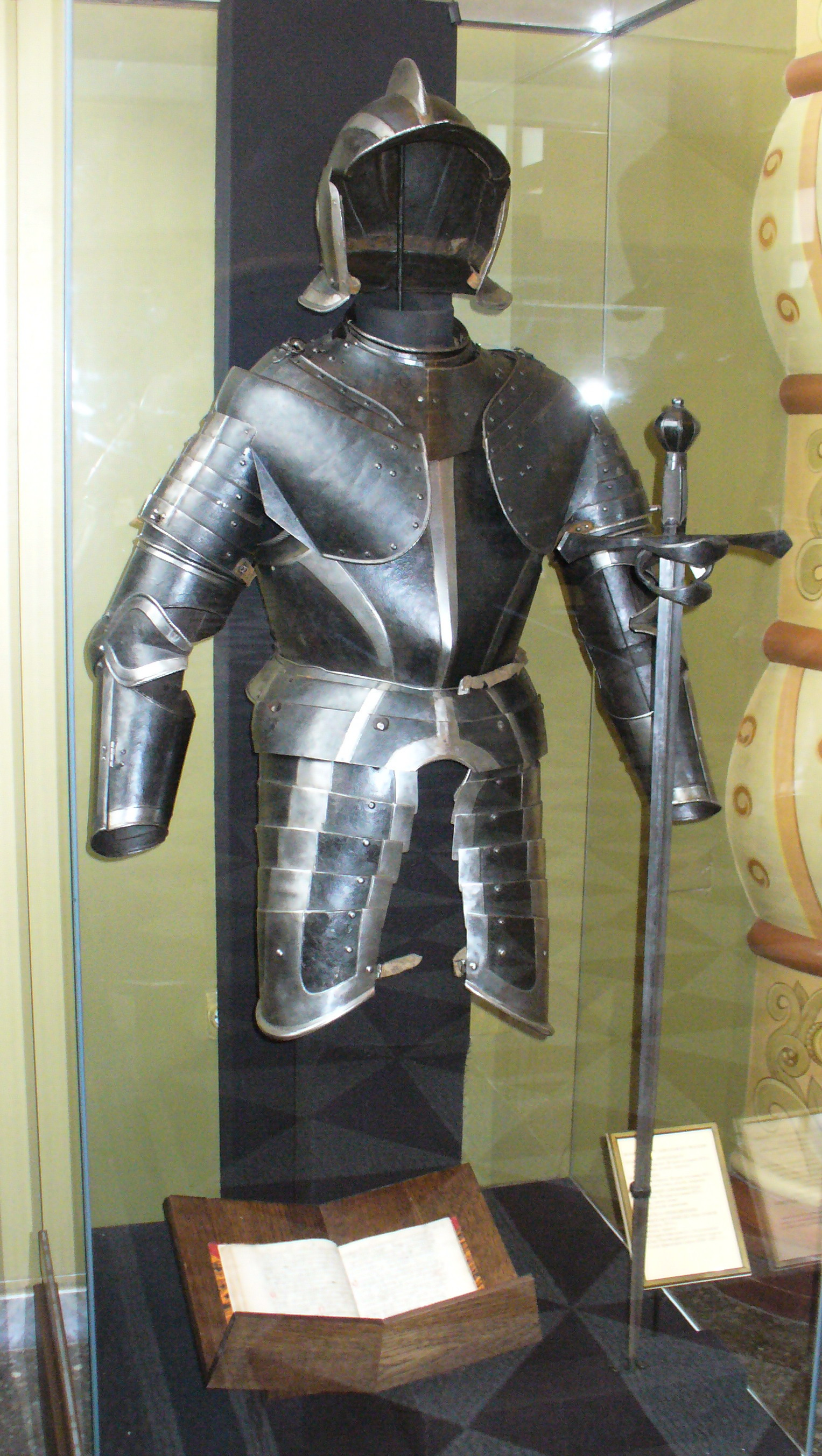
Кираса второй пол. XVI века с остриём-тапулью
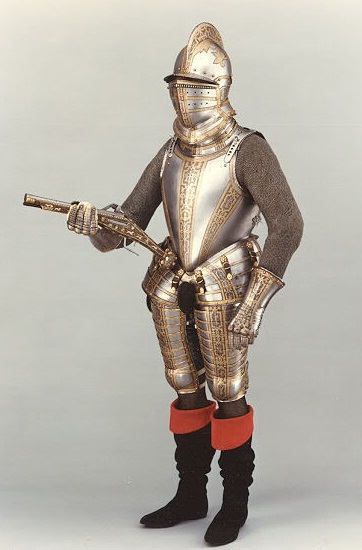
Кираса второй половины XVI века с «гусиной грудью»
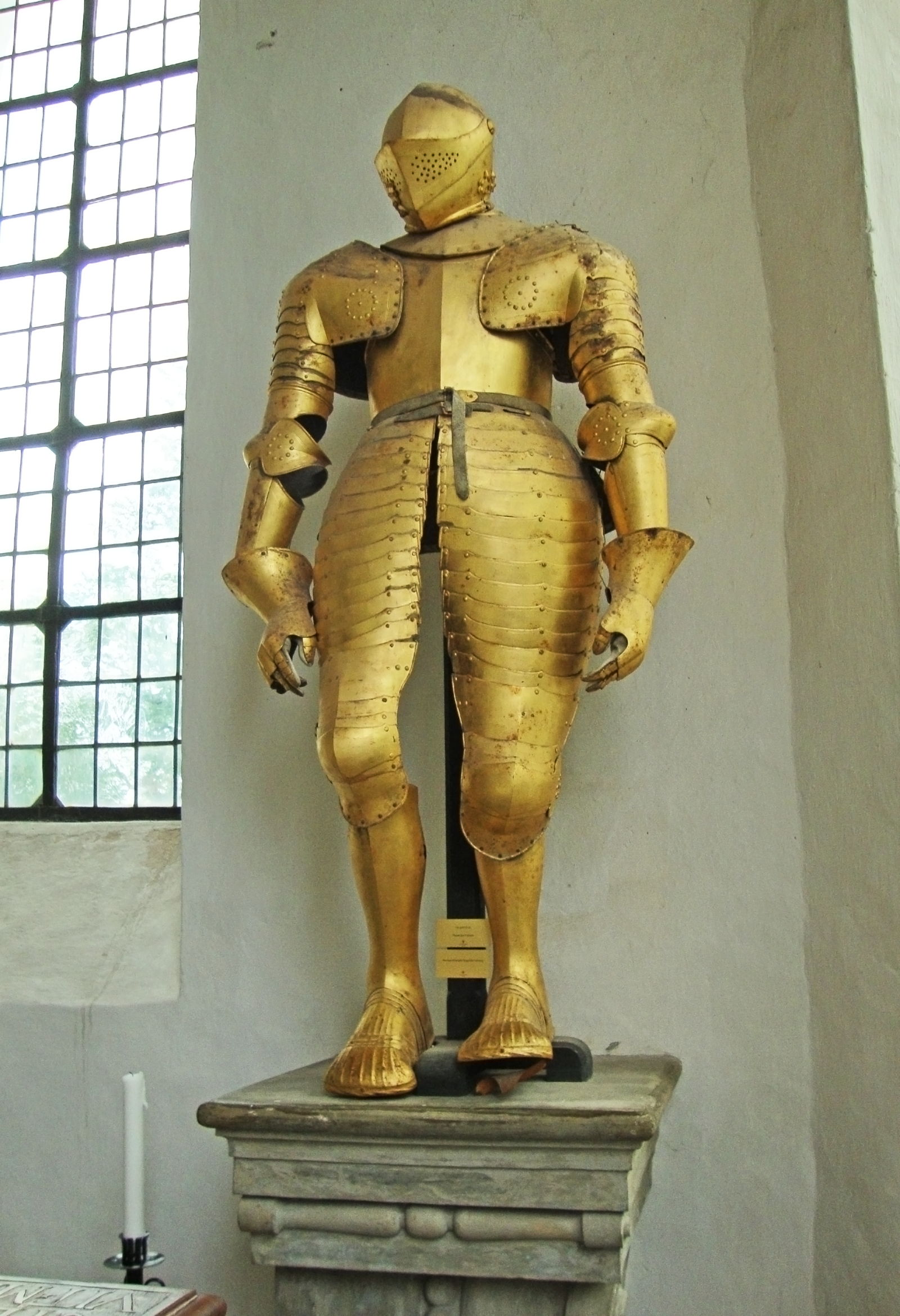
Вызолоченый доспех графа Врангеля, боевого значения уже не имел. Швеция, XVII век

Середина и вторая половина XVI века ознаменовались появлением гладких кирас, состоящих из цельных нагрудника и наспинника, с увеличенной толщиной стального листа и очень чётко очерченным вертикальным ребром жёсткости, переходящим в выступ в районе живота, — такая форма называлась «гусиная грудь». Её введение повышало шанс соскальзывания пики или рикошета пули. К 1620-м годам от выступа отказались, при одновременном значительном укорачивании кирасы, но чёткое ребро жёсткости осталось. Примерно в тот же период на некоторых кирасах появились прикреплённые к ним латные воротники, что позволило избавиться от латного ожерелья-горжета как отдельной детали доспеха. Последней серьёзной модификацией сложившегося типа латного доспеха стало совмещение набедренных щитков с собственно набедренниками, которые получили вид сплошной подвижной сегментированной конструкции, протянувшейся от пояса до колена. После этого форма и конструкция кирасы уже не претерпевали существенных изменений — происходило лишь постепенное облегчение и упрощение защитного снаряжения в целом за счёт отказа от отдельных его элементов.

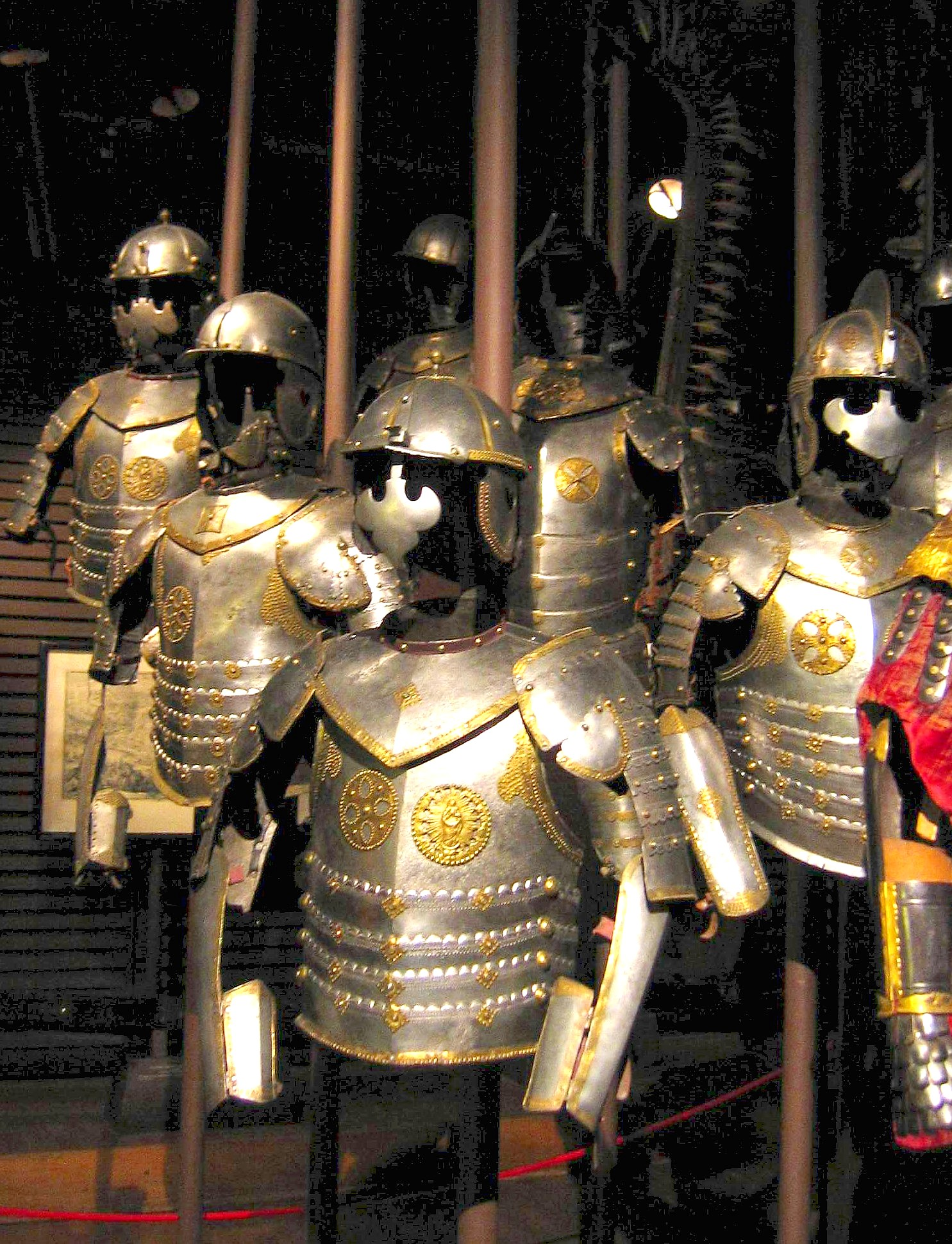
Доспехи крылатых гусар

XVI и в особенности XVII века, бывшие периодом расцвета европейского латного доспеха, стали одновременно и периодом его постепенного упадка, виной чему было, во-первых, возрождение неизвестной в Европе со времён поздней античности боеспособной линейной пехоты, во-вторых — развитие огнестрельного оружия. Раннее ручное огнестрельное оружие, имевшее относительно короткий ствол, было сравнимо со взводимым воротом арбалетом по мощности, и сплошную металлическую броню пробивало далеко не всегда. Однако с появлением крупнокалиберных длинноствольных мушкетов дни полных доспехов были сочтены. Броня стала постепенно «стягиваться» по направлению к кирасе, при одновременном увеличении толщины последней и сохранении общей массы доспешного комплекта. К XVII веку у кавалеристов в ходу были так называемые «доспехи на три четверти» — до колен. Пехота же всё чаще обходилась «полудоспехом» — кирасой с пристёгнутыми к ней набедренниками и, иногда, наплечниками. Общее утолщение брони позволило несколько улучшить её пулестойкость; среди доспехов этого периода немало сохранившихся экземпляров имеют вмятины от пуль (вероятно, пистолетных или выпущенных из карабинов), полученные при апробировании выстрелом в арсенале или в боевых условиях.
В пехоте доспехи окончательно исчезли к началу XVIII века, после перехода к массовым рекрутским армиям, содержавшимся и снаряжавшимся за счёт государства. Так как дешёвые доспехи из низкокачественного металла всё равно не защищали от пуль на основных дистанциях пехотного боя, выбор был сделан в пользу более дешёвых и мобильных бездоспешных стрелков, которые получили в вооружение облегчённый вариант мушкета — ружьё или фузею, с непременным штыком для ближнего боя. Примерно в то же самое время в европейских армиях исчезают и пикинёры. Тяжёлая кавалерия — кирасиры — сохраняла своё защитное вооружение, состоявшее из одной кирасы и шлема, вплоть до второй половины XIX века, а в некоторых случаях и до Первой мировой войны. К этому времени кираса стала рассматриваться главным образом как защита от холодного оружия, хотя в определённой степени защищала и от пистолетных пуль или даже ружейных на излёте, а также от осколков.

## Кирасиры

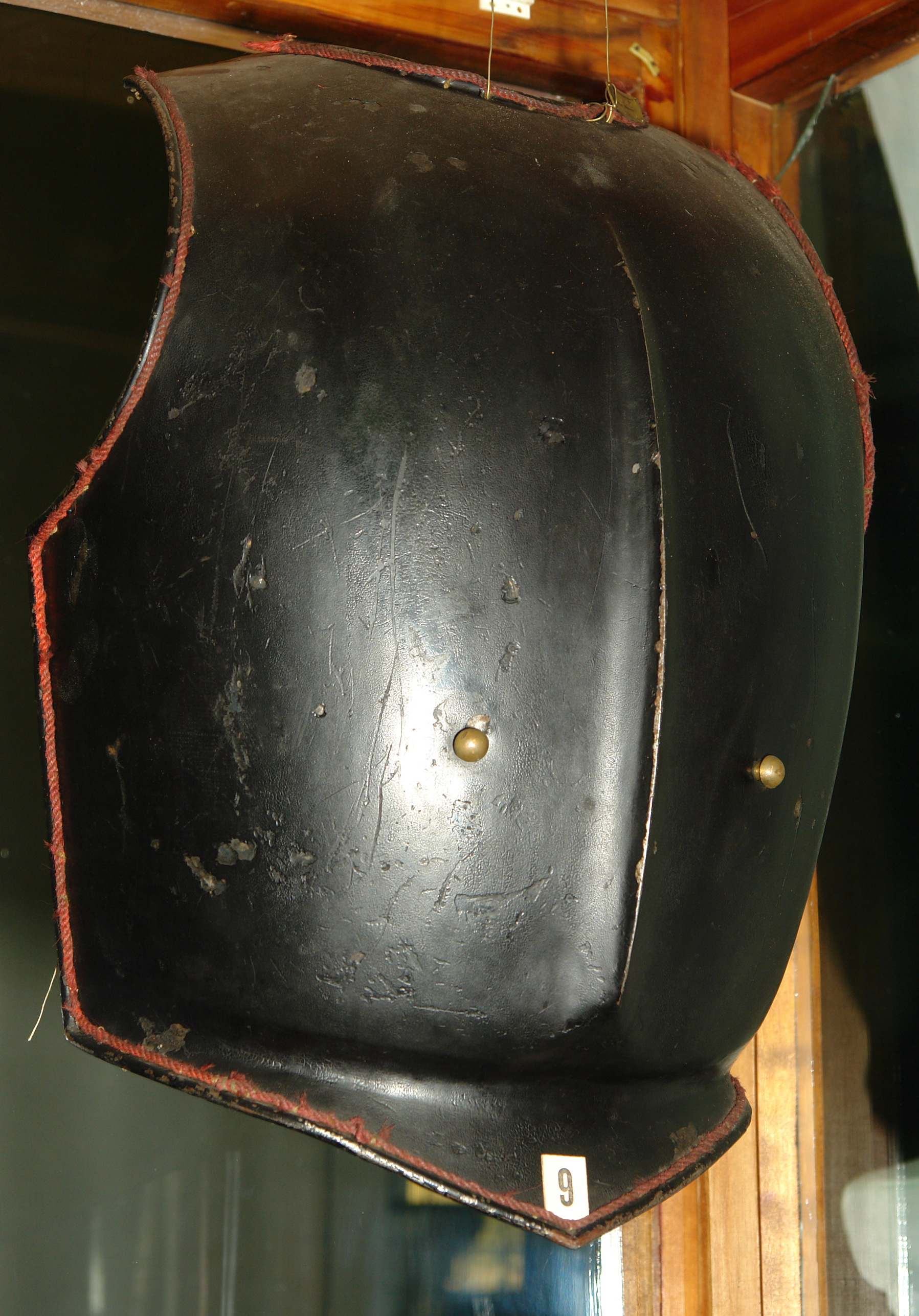
Кирасы XIX века обычно были крашеными чёрными, а не блестящими, так как на заводах их не полировали

Кирасиры появились в XVI веке во многих странах Европы как тяжёлая кавалерия, созданная в целях компенсации малочисленности рыцарской и одетая в относительно недорогие неполные латы, часто напоминающие дорогие образцы ландскнехтских и называемые кирасирскими. По сравнению с ними, польские гусары XVI—XVII века, одетые в кирасы с крыльями за спиной (или на спинке седла), изначально считались лёгкой кавалерией, хотя при этом их снаряжение было существенно тяжелее, чем у других лёгких конников — казаков, татар или улан. Впоследствии же они стали рассматриваться уже в качестве тяжёлой кавалерии, так как их защитное снаряжение сравнялось с кирасирским за счёт облегчения последнего — к XVIII веку от него остались только шлем и кираса.

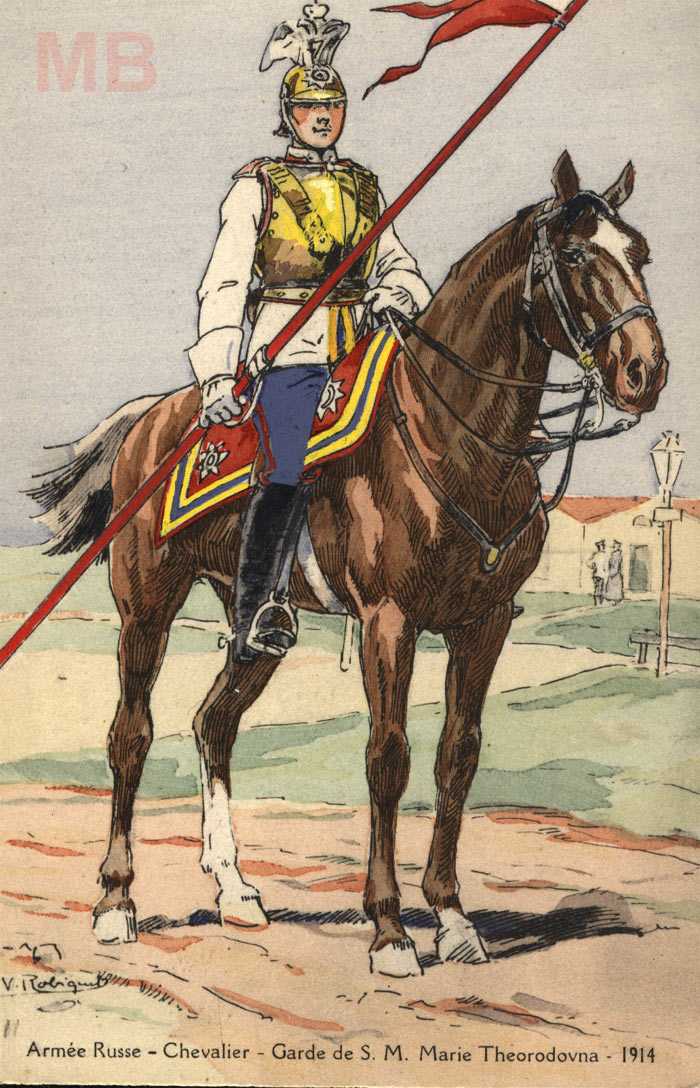
Кавалергарды — Военная форма, 1914 год. Кавалергардский Ея Величества Государыни Императрицы Марии Федоровны полк

О защитных свойствах кирасы начала XIX века позволяет судить исторический документ под названием «Подробное наставление о изготовлении, употреблении и сбережении огнестрельного и белого солдатского оружия с 6-ю чертежами», датируемый 1825 годом и содержащий результаты испытаний различных типов данного защитного средства. Так, по данным этого документа, рядовая кираса этого периода полностью защищала носившего её от ударов сабель, штыков и лёгких пик — видимо, не включённый в приведённый перечень тяжёлый кирасирский палаш её при определённых условиях всё же прорубал. Относительно пулестойкости, приводятся следующие данные. Обычная железная кираса времён Наполеоновских войн пробивалась из ружья на любой дистанции меньше 75 саженей (160 м), а из пистолета — менее 18 саженей (ок. 40 м). Стальная кираса «из кованой немецкой стали» пробивалась из ружья только с 54 саженей (115 м), а из пистолета с 18 саженей пробивалась только половиной пуль и не[уточнить] пробивалась с 9 саженей (20 м). Тяжёлая кираса из одной передней половинки (нагрудник), «скованная из железа вместе со сталью», более толстая, чем обычная стальная, не пробивалась и с 9 саженей, хотя после 18 саженей ружейная пуля делала в ней ощутимую вмятину. При этом выпущенная с тех же 18 саженей ружейная пуля прошивала навылет четыре поставленные друг за другом обычные железные кирасы, и ещё углублялась в расположенную за ними деревянную доску на свой диаметр, или пробивала две стальные, а в третьей делала углубление. Таким образом, можно сделать вывод о том, что защитные свойства брони сильно зависели от её качества, а стало быть и стоимости: качественная броня обладала вполне приличной пулестойкостью, чего вовсе нельзя было сказать о массовой продукции, условно защищавшей лишь от пистолетных пуль или случайных ружейных на самом излёте их траектории.
В том же документе описано и изготовление кирас, которое в тот период времени уже было поставлено на поток — для придания формы использовалось некое подобие горячей штамповки: брали лист железа, раскраивали его по форме изготавливаемой части кирасы, раскаляли докрасна и вкладывали в чугунную форму-матрицу, после чего выбивали ручными молотами, так, что он в точности приобретал форму поверхности последней. Если поверхность формы была достаточно гладкой, то кираса сразу выходила из неё в готовом виде, практически без необходимости править её вручную. После этого в ней оставалось просверлить отверстия под фурнитуру, прикрепить подкладку, опушку из шнура и пуговицы для наплечных и поясных ремней, а также окрасить чёрной краской. Полированные железные кирасы были в это время редкостью и, как правило, шли на парадные доспехи почётного караула: при полировке повреждался упрочнённый поверхностный слой металла, который закаливался при быстром остывании от контакта с холодной формой, а также уменьшалась его толщина. Иногда в целях повышения декоративный свойств и для защиты от коррозии кирасы делали двухслойными — внутренний слой из тонкой стали, наружный — из латуни. Защитные свойства цельностальных и двухслойных кирас были одинаковые.
На протяжении всего XVIII века неоднократно возникали и рассматривались предложения о возрождении кирасы в пехоте. В частности, в России вновь ввести кирасы одно время намеревался князь Потёмкин. Однако продолжения эти начинания не получили всё по тем же причинам: хорошая броня из качественных материалов стоила дорого и не могла выпускаться в сколь либо массовых количествах ввиду сложностей технологического характера (в частности, вызывала проблемы термическая обработка крупных изделий из листового металла). Дешёвая же броня не обеспечивала какой либо защиты от пуль, а введение её для защиты только от холодного оружия было накладно и чрезмерно отягощало пехотинца, который, в отличие от конника, не имел в то время никакого средства транспорта кроме собственных ног. Сохраняли свой доспех в виде кирасы (Sappenpanzer) и каски (Sappenhelm) только сапёры (пионеры) некоторых стран.
В отличие от других типов доспехов, которые по большей части исчезли к концу XVII века (по крайней мере в Европе), кираса использовалась боевой кавалерией до середины XIX века. Несмотря на ничтожную эффективность против новых винтовок под патроны с бездымным порохом, французские кавалеристы продолжали носить кирасы в полевых условиях и в 1914 году.

## За пределами Европы
На средневековом Востоке защитное снаряжение обычно тяготело к сравнительным лёгкости и мобильности, поэтому там доспех практически нигде не развился до форм, аналогичных цельной металлической кирасе. В этот период единственными более или менее прямыми её аналогами из широко распространённых за пределами Европы доспехов могут считаться характерный для Ближнего Востока, Ирана, Средней Азии, отчасти Руси и Индии зерцальный доспех, представляющий собой обычно четыре-пять щитков, соединённых петлями и вместе образующих некое подобие кирасы, а также ряд японских доспехов в стиле «тосэй-гусоку», имевших кирасу из склёпанных из отдельных горизонтальных пластин нагрудника и наспинника.
Кроме того, весьма оригинальный комплекс доспеха на основе склёпанной или стянутой шнуром из отдельных пластин бронзы или железа кирасы с осевым разрезом спереди был распространён на Дальнем Востоке (царства Кореи и тесно связанная с ней прото-Япония) в середине первого тысячелетии н. э. Однако, уже к концу того же тысячелетия кирасы в этом регионе были полностью вытеснены «континентальными» ламеллярными доспехами, которые оказались более удобны для проникшего в регион из Великой Степи, видимо — через посредство китайцев, боя верхом.
Изредка встречались кирасы и в комплексе вооружения Индии времён Велких Моголов, но они использовались только высшей аристократией; можно предположить, что они представляли собой продукт изучения индийскими оружейниками европейских образцов, которые они напоминают по конструкции. Например, частично сохранился доспех, приписываемый падишаху Акбару Великому — спинная пластина кирасы, напоминающей европейские, сочетается в нём со шлемом и наручами-базубандами местного типа. Также известны литые латунные «анатомические» кирасы из некоторых местностей Индии, однако они скорее всего имели чисто ритуальное назначение.

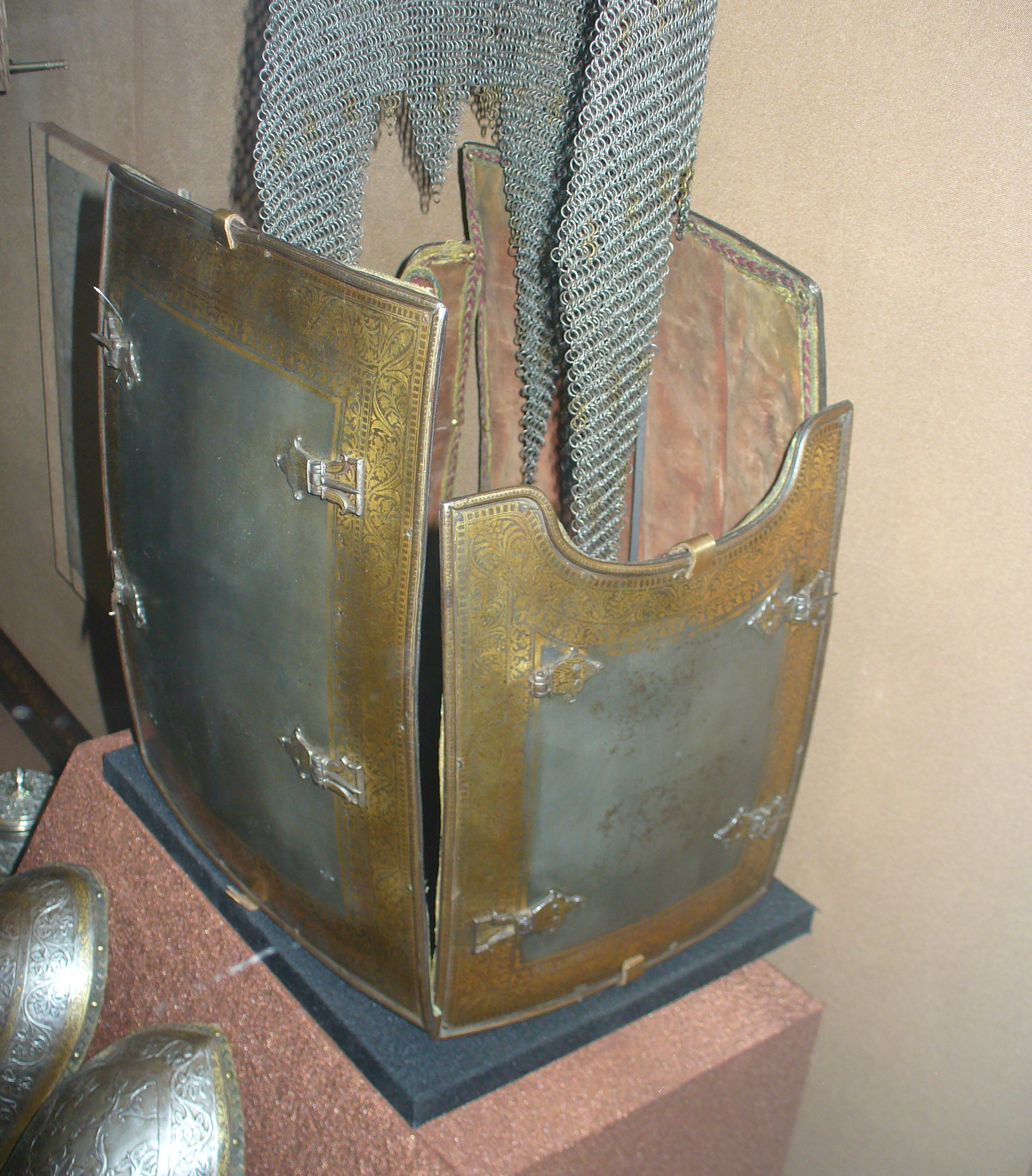
Доспех «четыре зерцала» (чахар-айна). Иран, XVII в
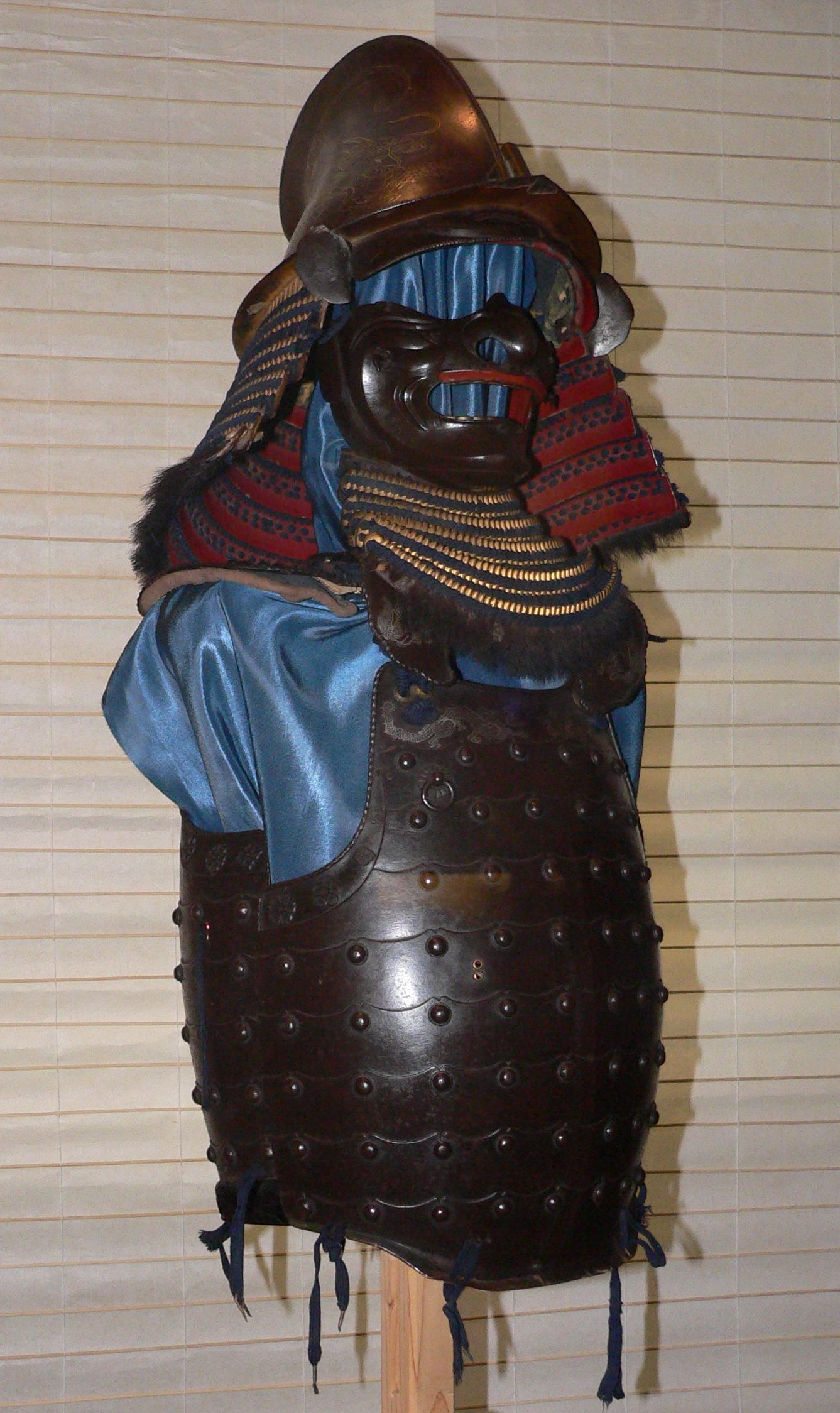
Японская кираса в стиле окэгава-до
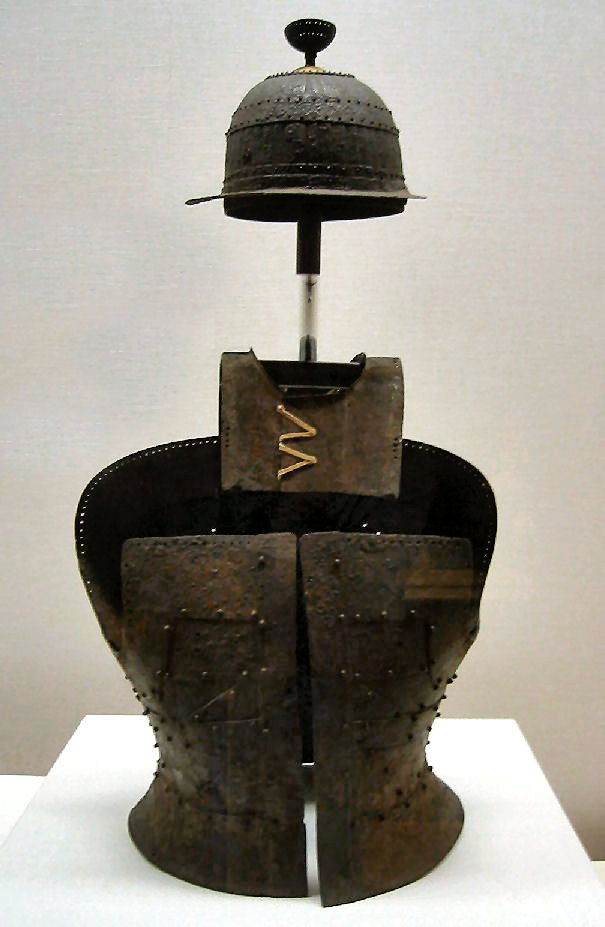
Японская кираса периода Кофун (V в. н. э.), часть доспеха «танко» для пешего боя
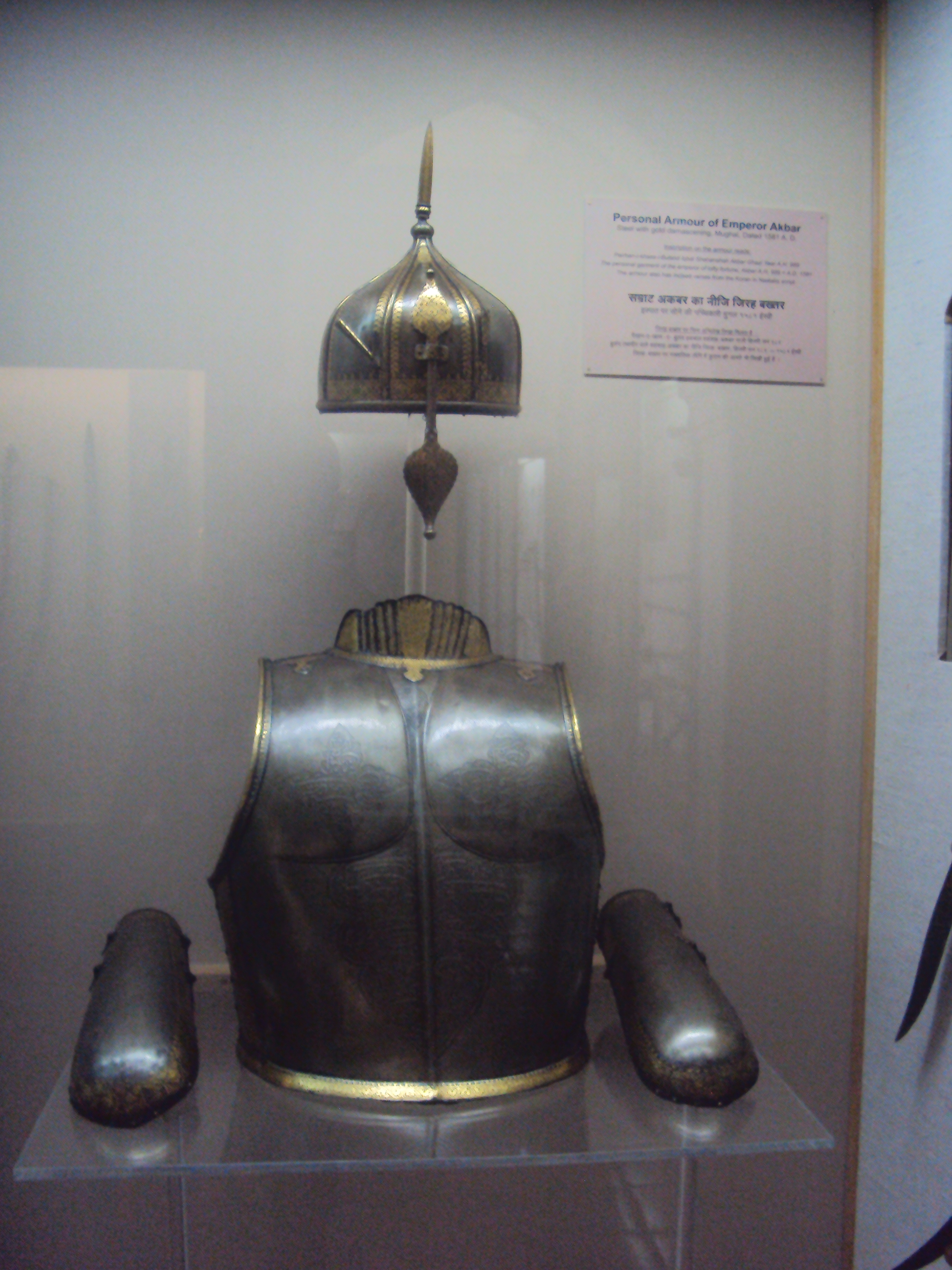
Кираса падишаха Акбара. Индия, XVI век
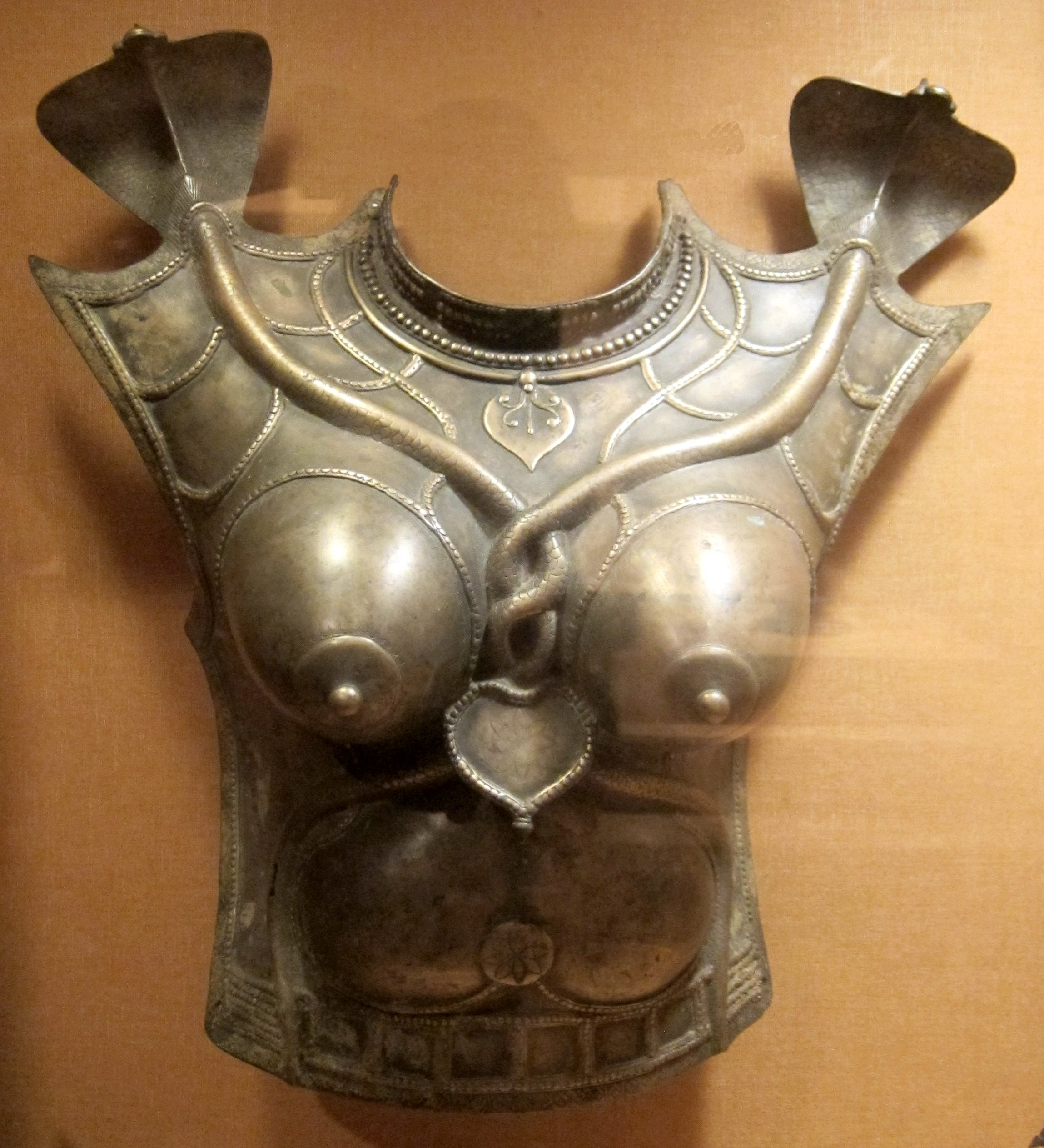
Анатомическая латунная кираса, посвящённая богине Варахи, Керала, Индия, XVIII-XIX вв

В основном же во времена, когда в Европе господствовали латы, на Востоке применялись доспехи, обеспечивающие большую подвижность, со сплошной пластинчатой защитой только в самых уязвимых местах — вроде кольчато-пластинчатых или куячных (пластинчато-нашивных, типа бригантины). Переменный успех, с которым европейцы XV—XVII веков вели войны с Россией или Турцией, может быть свидетельством того, что для тех способов ведения военных действий, которые практиковались на Востоке, защитные свойства принятых там доспехов были вполне адекватными.

## Современность

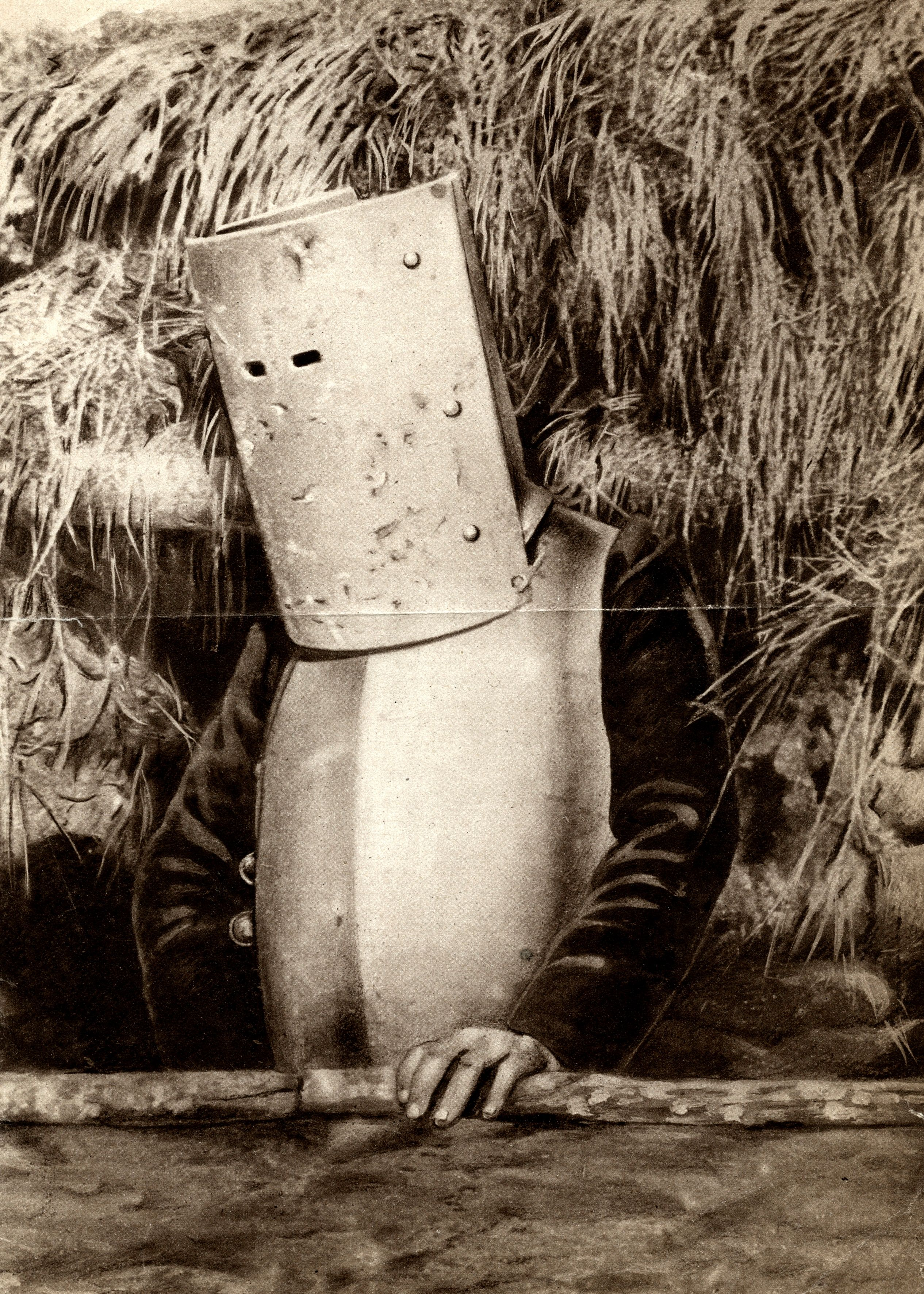
Французский солдат, одетый в нечто вроде доспеха для защиты от летящих пуль над траншеей. Франция, 1915 год

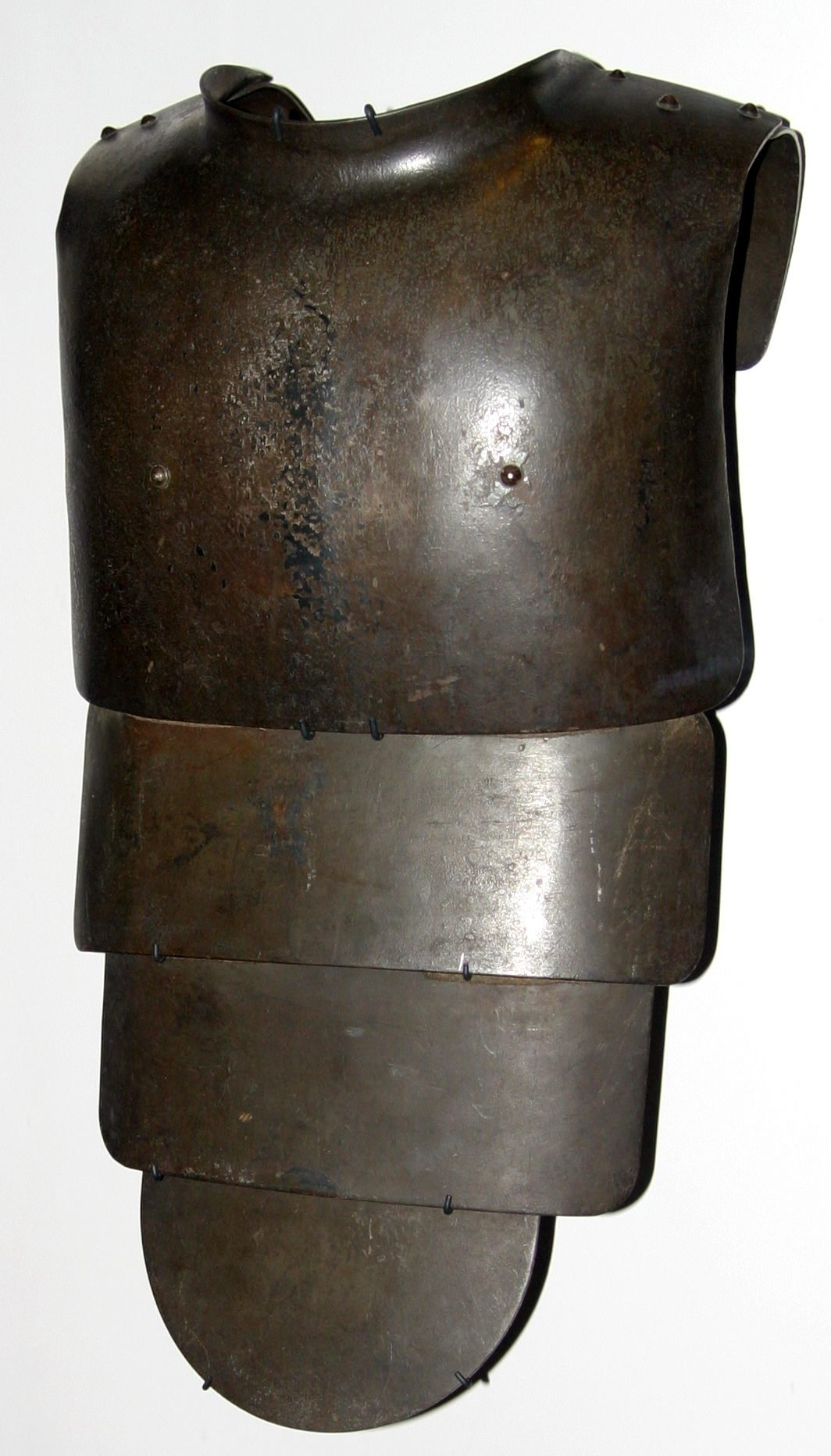
Германский «бронежилет» 1918 года

Во время Первой мировой войны германская армия пыталась применять металлические нагрудники для защиты передней проекции туловища солдат, но в отличие от стальных касок, вернувшихся «в строй» буквально из музеев, стальные кирасы оказались слишком тяжелы для пехотинцев и распространения не получили, по крайней мере, среди стран Антанты, которые экспериментировали с различными типами бронезащиты, но по ряду причин не поставили эти модели на вооружение. Американская армия, например, разработала тяжёлый нагрудник, который весил 18 кг и предназначался для защиты от пулеметного огня, но эта конструкция была признана неподходящей для применения из-за её тяжести. В Германии и Италии кирасами снабдили сапёров, а также некоторые специализированные штурмовые подразделения.
Во время Второй мировой войны в СССР применялись кирасы, которые назывались «стальной нагрудник» — СН. По форме эти нагрудники отчасти напоминали немецкие варианты времён Первой мировой войны, но были более лёгкими и оставляли правое плечо открытым для удобства ведения огня. Существовало несколько моделей СН: с сегментированной защитой, напоминающей римскую «лорику сегментату», или с цельным нагрудным щитком различной толщины и формы. Такое защитное снаряжение имелось главным образом в штурмовых инженерно-сапёрных бригадах резерва Верховного Главнокомандования (ШИСБр РВГК), которые были сформированы из саперных частей в качестве специальных элитных штурмовых подразделений. При этом отношение солдат к стальным нагрудникам было неоднозначным. Неприятие объяснялось малой пригодностью кирас для боев на открытой местности — спина была не защищена, а типичным методом приближения к позиции противника было ползание по-пластунски и перебежки от воронки к воронке, к тому же от мощных винтовочно-пулемётных пуль СН практически не защищал. Однако в городских условиях недовольных ношением этих предшественников современного бронежилета было мало — СН обеспечивал вполне эффективную защиту от пуль широко использовавшихся для ближнего боя в городских условиях пистолетов-пулемётов и осколков миномётных мин или очень опасных в замкнутом пространстве ручных гранат. Менее известно, но также имело место применение в Красной Армии пулестойких щитков меньшей площади, закрывавших лишь жизненно важные органы. Иногда в качестве импровизированного щитка использовалась сапёрная лопатка. Позднее, уже в послевоенные годы, на вооружение был принят полужёсткий бронежилет 6Б1 из металлических пластин в чехле из прочной ткани.
В Японии существовали экспериментальные бронежилеты такой же формы, что, возможно, является «переимкой опыта» у немцев. Сложно сказать, в каком количестве и качестве они были там применены, но американцы захватили несколько образцов таких кирас и впоследствии использовали полученные при испытаниях данные для разработки нескольких моделей бронежилетов, которые по форме напоминали старинные бригантины. Однако, как и в Первой мировой войне, бронежилеты распространения не получили, так как к моменту их разработки война уже подходила к концу.
В дальнейшем кирасы применялись американской армией в Корее и Вьетнаме — однако, эти кирасы уже делались не из металла, а из синтетических тканей с пропиткой, наподобие современных армейских шлемов. Как и каски, эти кирасы не предназначались для защиты от мощных винтовочных пуль, но должны были уменьшать тяжесть ранения или защищать солдата от осколочного поражения. Между тем, мягкий бронежилет показал решающее преимущество перед жёсткой кирасой из полимерных материалов в удобстве ношения, при вполне сравнимой защите от осколков. Интересно, что в Корее бронежилеты были введены только после проведённых сопоставлений данных, собранных госпиталями, которые показали, что большинство (70 %) ранений вызваны либо осколками, либо шрапнелью, а большинство смертельных ранений вызваны попаданием предметов в туловище (что более или менее совпало с подобными исследованиями, проведёнными в Первой и Второй мировых войнах)

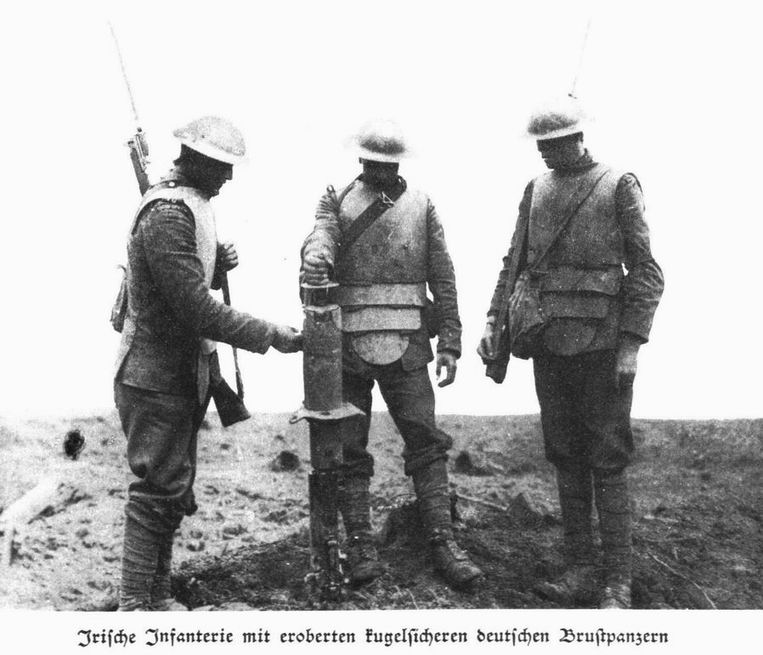
Ирландцы в трофейных немецких нагрудниках. 1917 год
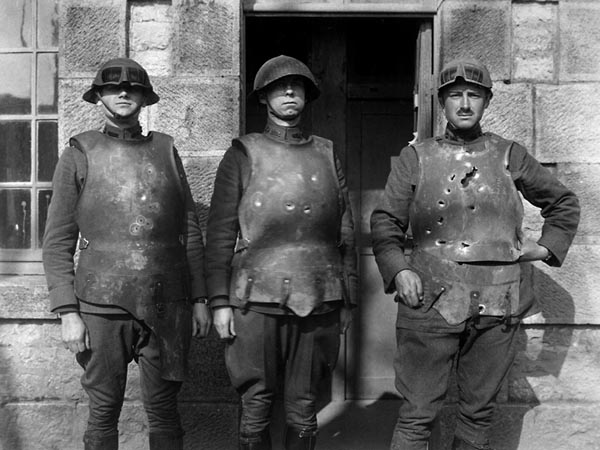
Испытание французских кирас. 1918 год
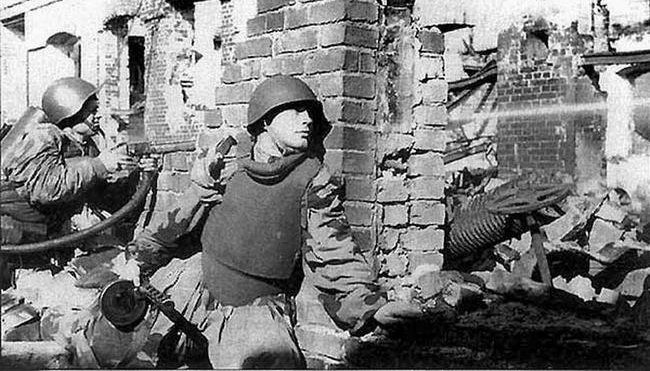
Советский солдат в стальном нагруднике СН-42 во время уличных боёв
Трофейные японские нагрудники

## В искусстве
- В песне Олега Медведева «Эльдорадо»[10] есть строки: Над кирасой боевою, где распятие висело,
Место вроде ахиллесовой пяты,....